# Calcutta
Pour les articles homonymes, voir Calcutta (homonymie).
Calcutta ou Kolkata depuis 2001 (bengali : কলকাতা, hindi : कोलकाता) est une ville de l'Est de l'Inde. Capitale du Bengale-Occidental, située sur la rive gauche du fleuve Hooghly, Calcutta compte 6 386 000 habitants et son agglomération 19 936 000 en 2024, ce qui en fait la troisième agglomération du pays, après Delhi et Bombay, et la seizième du monde. 
Située dans la région du delta du Gange et en grande partie bâtie sur d'anciens terrains marécageux, elle s'étire suivant une direction nord-sud sur la rive gauche du fleuve. Son climat tropical de mousson entraine d'importantes précipitations et des périodes de fortes chaleurs, renforcées par une grande pollution atmosphérique.
La région de Calcutta est habitée depuis plus de deux millénaires,. La Compagnie britannique des Indes orientales, qui consolidait ses activités commerciales dans le Bengale, commence la construction de la ville vers 1690. Elle en devient le siège, avant de devenir la capitale des Indes britanniques puis du Raj britannique, de 1773 à 1912. Calcutta conserve une partie de cet héritage colonial au travers de monuments comme le Victoria Memorial et la cathédrale anglicane Saint-Paul. Elle perd son statut au profit de New Delhi, construite à partir de 1911 à proximité de l'ancienne capitale moghole pour accueillir les institutions gouvernementales. Calcutta bénéficie d'une croissance industrielle rapide à partir des années 1850, particulièrement dans le secteur textile. Au cours du XXe siècle, sa population passe d'environ 100 000 habitants à plus de 14 millions d'habitants. 
Centre culturel et financier du Bengale et de l'Inde orientale, la ville accueille de nombreuses universités et institutions culturelles, comme la Société asiatique de Calcutta, le Musée indien ou la Bibliothèque nationale d'Inde. Elle possède également une industrie cinématographique dynamique et de nombreuses équipes sportives. Le Salt Lake Stadium, où évoluent les principaux clubs de football de la ville, a été le deuxième plus grand stade au monde.

## Toponymie
Le mot « Kolkata » vient du bengali কলিকাতা (kalikātā), le nom de l'un des trois villages qui existaient au moment de l'arrivée des Britanniques.
Plusieurs explications existent quant à l'origine de ce mot :
- « kalikātā » pourrait être une variation de কালীক্ষেত্র (kālīkhetra), « champ de la déesse Kali »[6] ;
- le mot pourrait provenir de কিলকিলা (kilkilā), « zone plate »[6] ;
- le mot pourrait avoir son origine dans les mots খাল (khāl) (« canal ») et কাটা (kātā) (« creuser »)[7] ;
- selon une autre théorie, la région était spécialisée dans la production de chaux vive (কলি চুন (koli chun)) et coir (কাতা (kātā)) d'où le nom Kolikata[6].

Bien que le nom se soit toujours prononcé « Kolkata » [ˈkolkat̪a] ou « Kolikata » [ˈkɔlikat̪a] en bengali, la forme anglicisée « Calcutta » était le nom officiel de la ville jusqu'en 2001, lorsqu'elle est devenue « Kolkata ».

## Géographie
La ville se trouve dans la partie orientale de l'Inde, dans la région du delta du Gange, à une altitude comprise entre 1,5 m et 9 m. Elle est située à 246 km à l'ouest-sud-ouest de Dacca, au Bangladesh, à 469 km au sud-est de Patna, à 623 km à l'est-sud-est de Varanasi, à 1 303 km à l'est-sud-est de New Delhi et à 1 560 km au nord-est de Bangalore. Les villes de Hong Kong en Chine, de Tamanrasset dans le désert du Sahara et de La Havane à Cuba sont situés à des latitudes comparables dans l'hémisphère nord. 
La ville s'étire suivant une direction nord-sud sur la rive gauche du fleuve Hooghly. Elle s'est en grande partie développée sur d'anciens terrains marécageux. Les marais qui subsistent, connus sous le nom de marais de Calcutta Est, ont été déclarés zone naturelle d'importance mondiale. 
À l'instar de la majeure partie de la plaine indo-gangétique, le sol de Calcutta est essentiellement composé d'alluvions. La ville est construite sur des couches de roches sédimentaires d'âge quaternaire constituées d'argiles, de limons, de sables et de graviers plus ou moins grossiers. Ces sédiments sont pris en sandwich entre deux couches d'argiles situées respectivement entre 250 m et 650 m de profondeur pour l'une et entre 10 m et 40 m de profondeur pour l'autre. La ville se trouve dans une zone de sismicité de niveau 3 sur une échelle allant de 1 à 5 établie par le « bureau des mesures indien » pour évaluer le risque de survenue d'un tremblement de terre de magnitude élevée en un lieu donné.

### Transports et communications
Les infrastructures comprennent :
- le métro de Calcutta avec ses 23 stations ;
- le tramway de Calcutta ;
- un réseau de ferries permettant de traverser ou voyager le long du fleuve Hooghly, accostant aux divers « ghat », dont le célèbre Babughat ;
- les Bus, qui peuvent circuler sur la NH-34, la NH-2, la NH-6 car elle est à l'un des angles du quadrilatère d'or ;
- la zone 5 de l'Indian Railways ;
- son port fluvial ;
- l'aéroport international Netaji-Subhash-Chandra-Bose.

### Climat
Calcutta a un climat tropical de mousson correspondant au type Aw de la classification de Köppen. La température moyenne annuelle est de 26,9 °C. Les mois avec les températures les plus élevées sont mai et juin et les mois avec les températures les plus basses sont décembre et janvier. La température la plus haute enregistrée est de 43,9 °C et la plus basse de 5,0 °C (le gel y est donc inconnu). La majeure partie des précipitations reçues sont dues aux perturbations en provenance du golfe du Bengale responsables des pluies de mousson survenant entre juin et septembre. On compte 2 528 heures d'ensoleillement par an pour la ville, le mois le plus ensoleillé étant celui de mars. La pollution est un problème majeur à Calcutta. Le taux de particules en suspension dans l'air est en effet élevé si on le compare à celui d'autres villes indiennes. Cette pollution est à l'origine du smog et de la brume sèche qui affectent fréquemment la ville.  
| Mois                                | jan. | fév. | mars | avril | mai  | juin | jui. | août | sep. | oct. | nov. | déc. | année |
| ----------------------------------- | ---- | ---- | ---- | ----- | ---- | ---- | ---- | ---- | ---- | ---- | ---- | ---- | ----- |
| Température minimale moyenne (°C)   | 13,8 | 16,9 | 21,7 | 25,1  | 26   | 26,5 | 26,1 | 26,1 | 25,8 | 23,9 | 19,6 | 14,5 | 22,2  |
| Température moyenne (°C)            | 20,1 | 23   | 27   | 30,2  | 30,7 | 30,3 | 29,2 | 29,1 | 29,1 | 28,2 | 24,9 | 20,8 | 26,9  |
| Température maximale moyenne (°C)   | 26,4 | 29,1 | 33,5 | 35,3  | 35,4 | 34   | 32,3 | 32,1 | 32,4 | 32,3 | 30,3 | 27   | 31,7  |
| Précipitations (mm)                 | 11   | 30   | 35   | 60    | 142  | 288  | 411  | 349  | 288  | 143  | 26   | 17   | 1 800 |
| Nombre de jours avec précipitations | 1,2  | 2,2  | 3    | 4,8   | 8,7  | 14,7 | 20,5 | 20,2 | 15,7 | 8,1  | 1,5  | 0,9  |       |

## Histoire

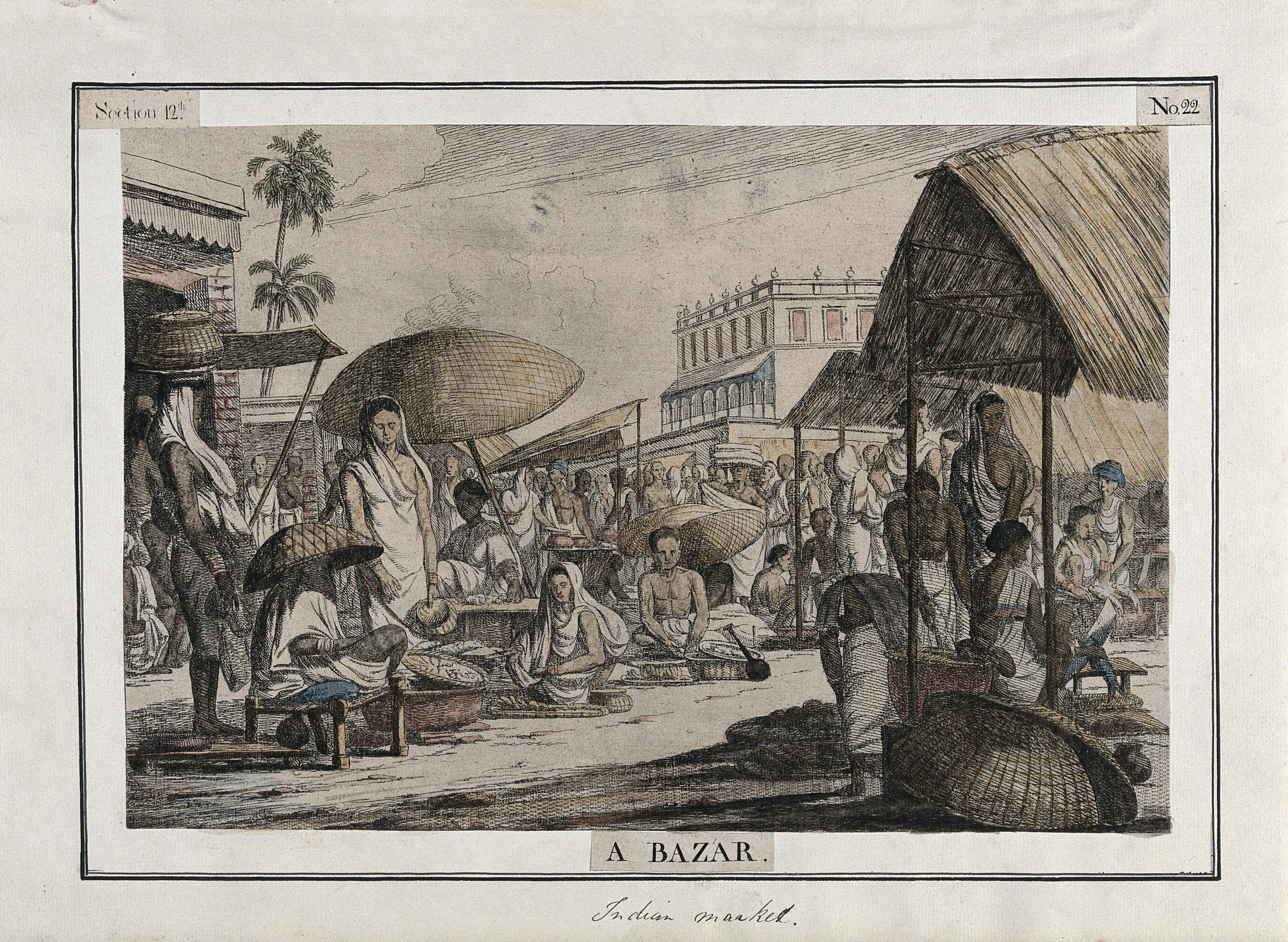
Calcutta, au cours du XVIIIe siècle. Estampe exécutée par peintre flamand Frans Balthazar Solvyns.

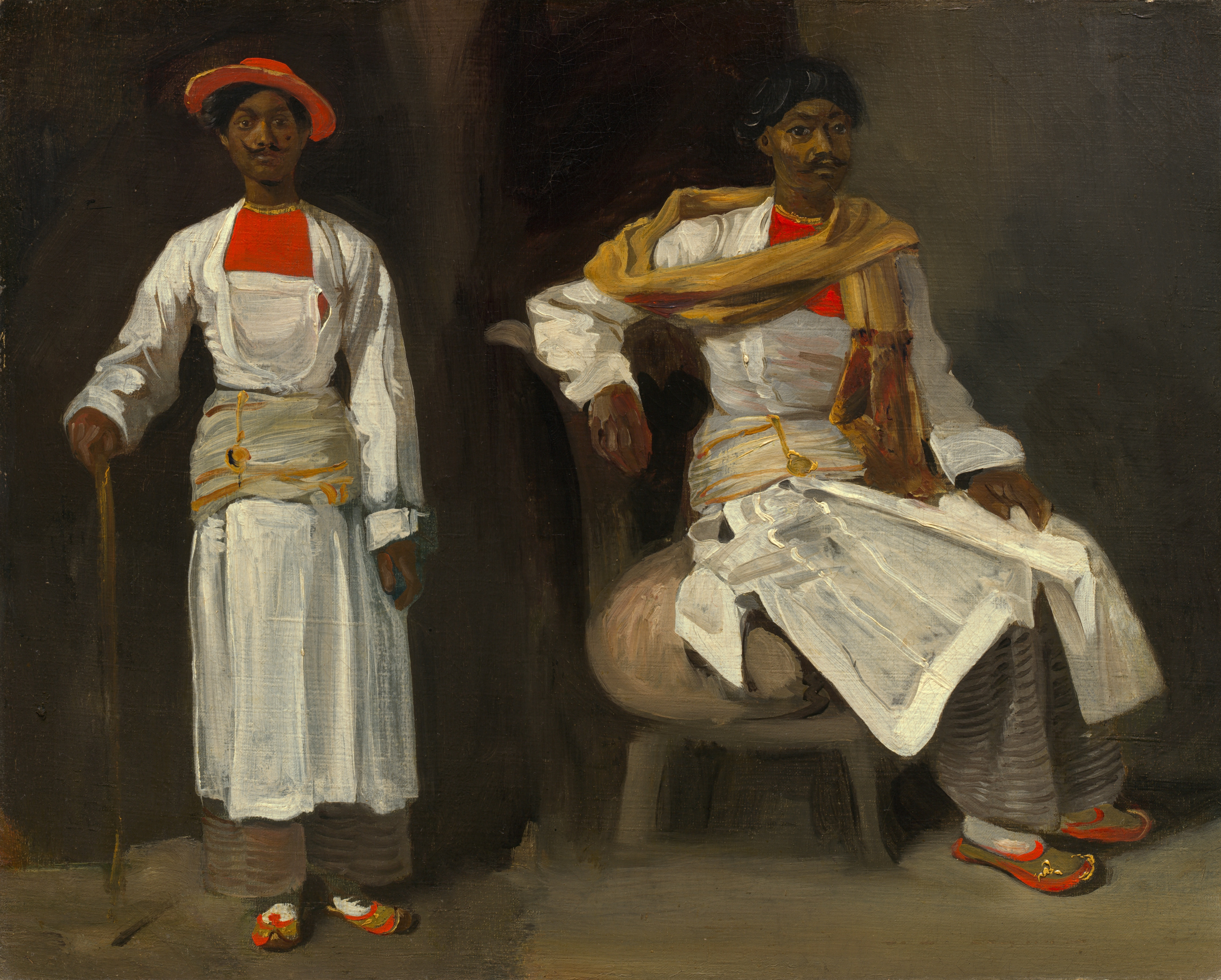
Deux études d'un Indien de Calcutta
Eugène Delacroix, 1823-1824
National Gallery of Art, Washington

La découverte et l'étude archéologique de Chandraketugarh, à 35 km au nord de Kolkata, fournissent la preuve que la région dans laquelle se trouve la ville a été habitée depuis plus de deux millénaires,. 
En 1689, la place de Calcutta est cédée par le grand Moghol Aurangzeb à la Royal Navy pour le compte de l'East India Company. 

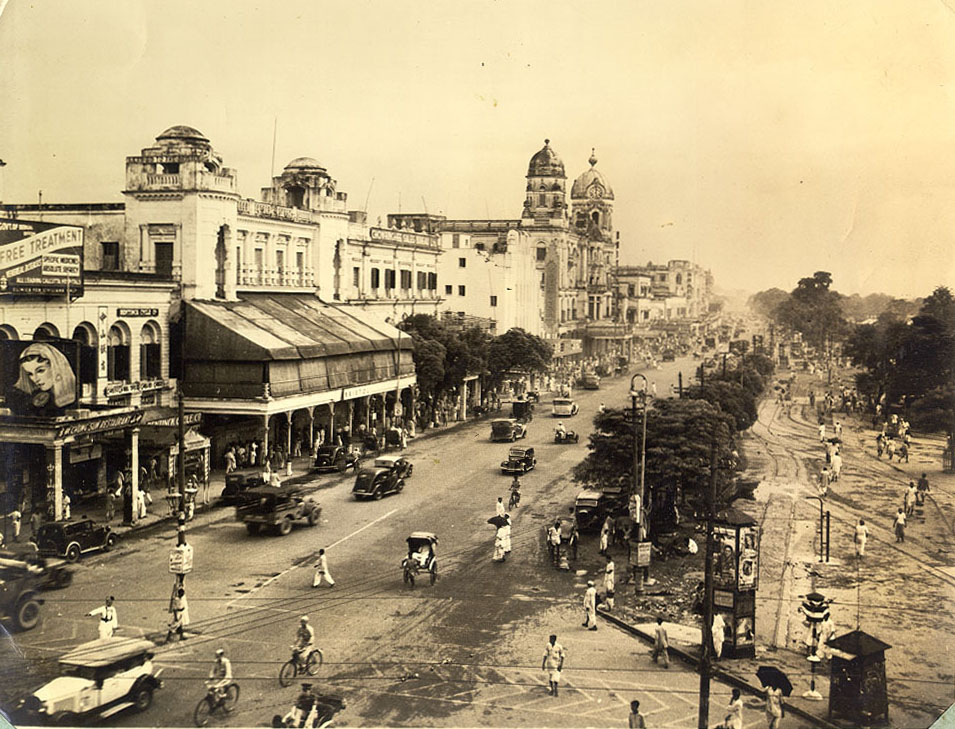
L'artère principale nommée Chowringhee Avenue, en 1945.

La ville a été la capitale du Raj britannique jusqu'au début de la construction de New Delhi en 1911. L'histoire enregistrée de Kolkata a commencé en 1690 avec l'arrivée de la Compagnie des Indes anglaise, qui consolidait ses activités commerciales dans le Bengale. On a pendant longtemps accepté que Job Charnock, un administrateur qui a travaillé pour la Compagnie des Indes, était le fondateur de la ville. En réponse à une pétition publique, la Haute Cour de Calcutta a statué en 2003 que la ville n'a pas de fondateur. 
Elle fut le siège de la Compagnie anglaise des Indes orientales avant de devenir la capitale des Indes britanniques de 1773 à 1912. Centre du contrôle de la compagnie pour le Bengale depuis 1757, Calcutta profita d'une croissance industrielle rapide à partir des années 1850, particulièrement dans le secteur textile, malgré la pauvreté de la région environnante. 
Au cours des 150 années suivantes, la population de Calcutta passa de 117 000 à 1 098 000 habitants (banlieues comprises), pour atteindre aujourd'hui une population métropolitaine de plus de 13,2 millions. Marquée par une importante pauvreté, la ville voit la fondation en 1950 de la congrégation religieuse des Missionnaires de la Charité par Mère Teresa, qui meurt à Calcutta en 1997.
Calcutta était la ville la plus peuplée d'Inde jusque dans les années 1980, quand elle a été dépassée par Bombay. La très forte densité de population de la ville s'explique par les vagues de réfugiés issus des zones rurales : migrants économiques, réfugiés de la famine de 1943 et des guerres de 1947 et de 1971.

## Économie

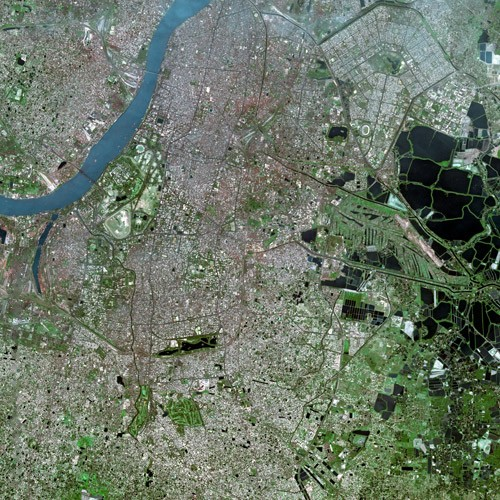
Calcutta vu par le satellite Spot.

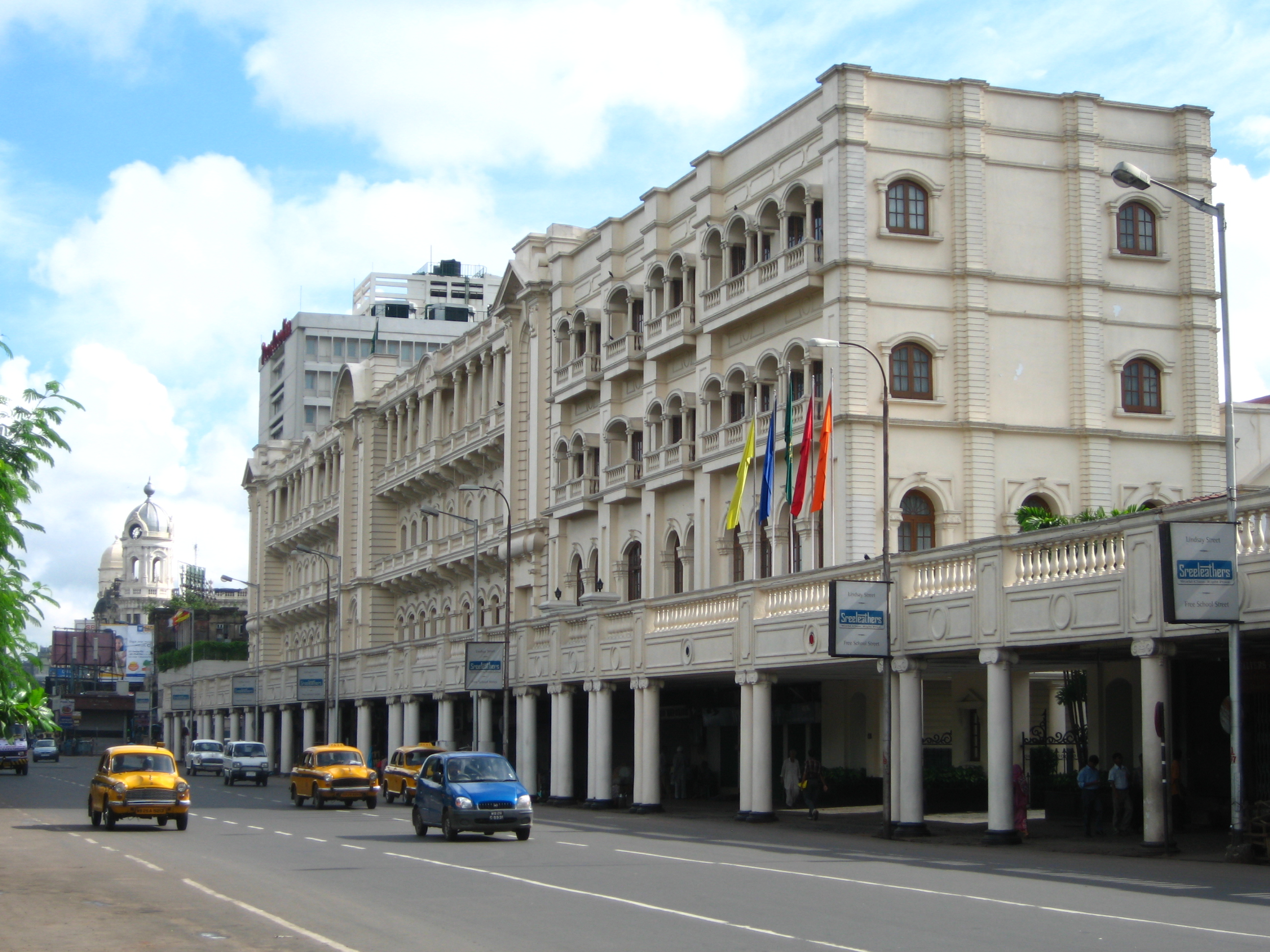
Chowringhee, le quartier financier

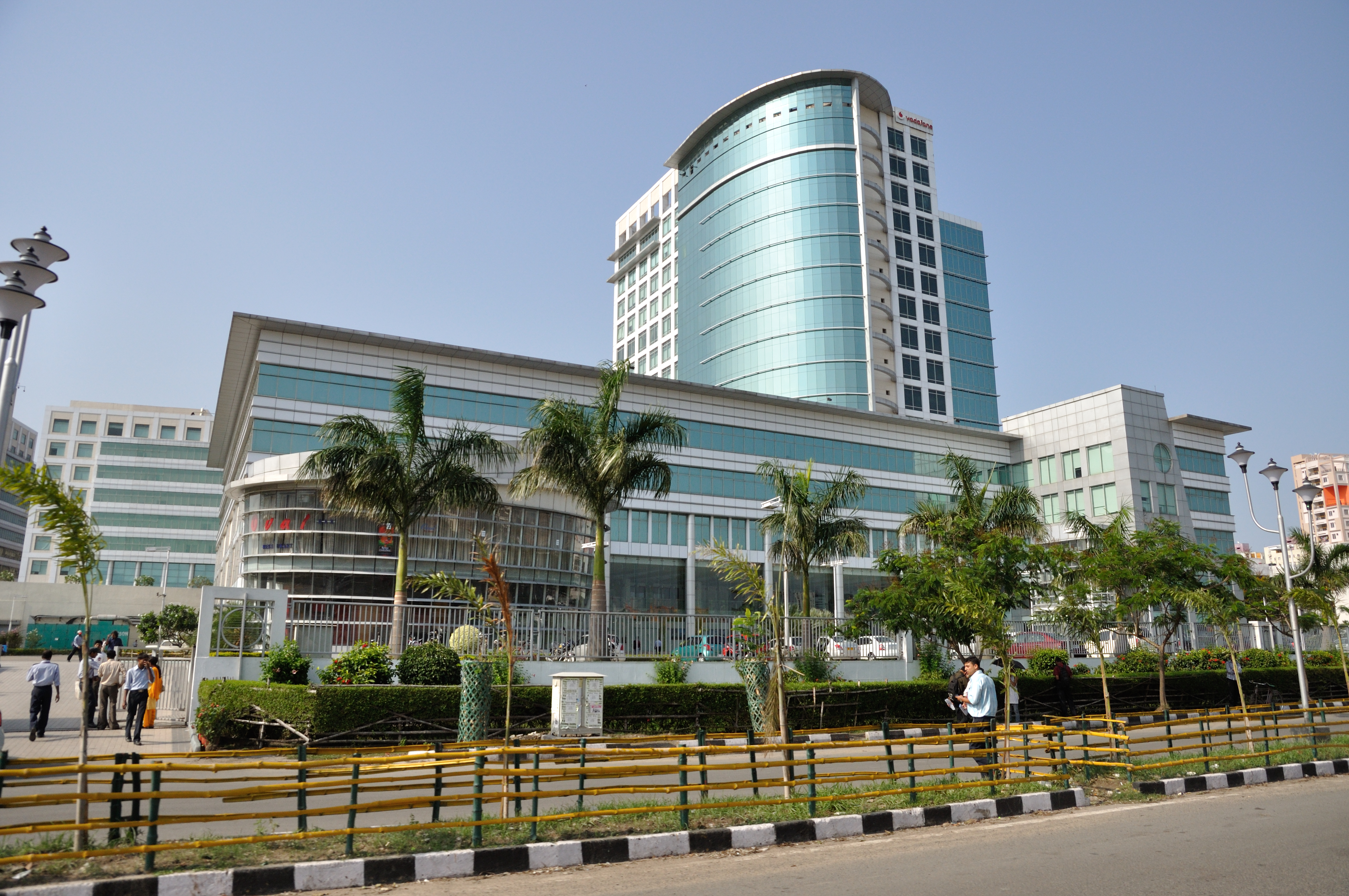
Parc informatique DLF.

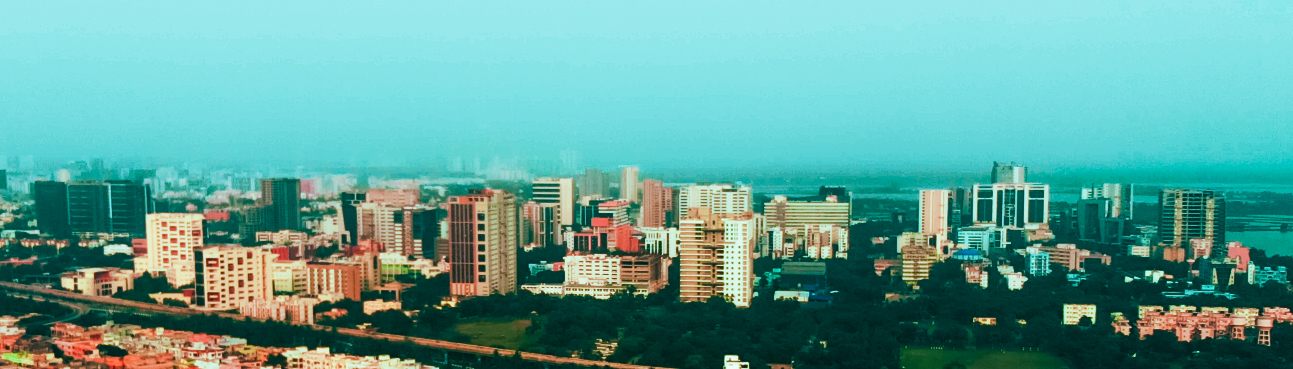
Vue panoramique sur le secteur V, Salt Lake, l'un des principaux centres informatiques de la ville.

Calcutta est un centre industriel et un port fluvial important. Les industries traditionnelles sont le traitement du jute (80 % de la production indienne), même si la partition des Indes a enlevé à la ville une partie de ses ressources ; l'exportation du thé (Darjeeling) se trouve dans le Bengale-Occidental, l'exploitation du minerai de charbon. Calcutta abrite aussi des usines pharmaceutiques et chimiques et des verreries. Le PIB total de la ville est estimé à 150 milliards de dollars, ce qui en fait la troisième ville la plus riche d'Inde. Comme dans de nombreuses autres villes indiennes, la technologie Hi-Tech est devenue un secteur à forte croissance à Kolkata à partir de la fin des années 1990 ; le secteur des TI de la ville a augmenté de 70% par an, un taux deux fois supérieur à la moyenne nationale.

## Paysage urbain

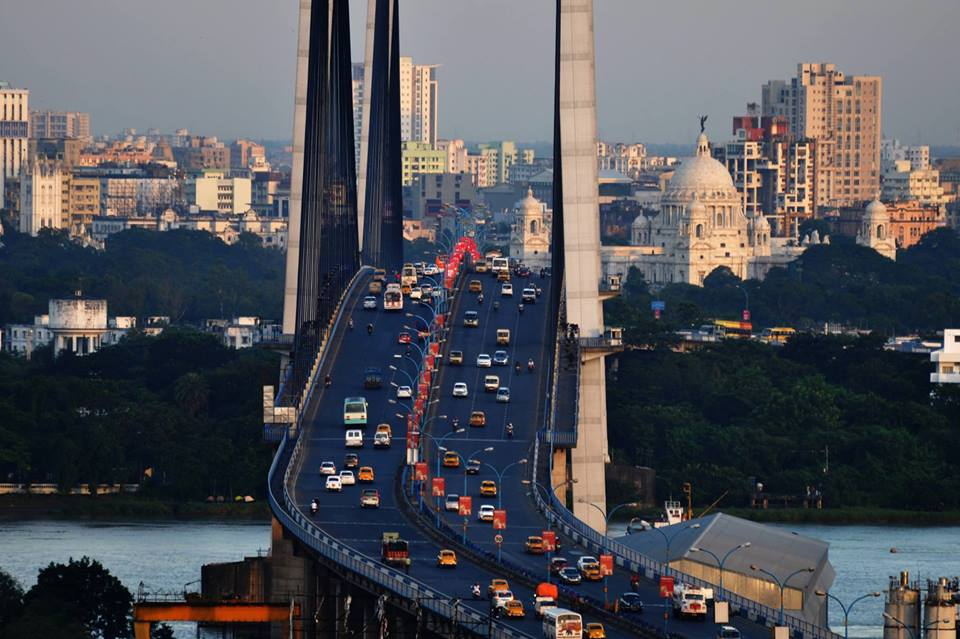
Vue aérienne prise de Howrah.

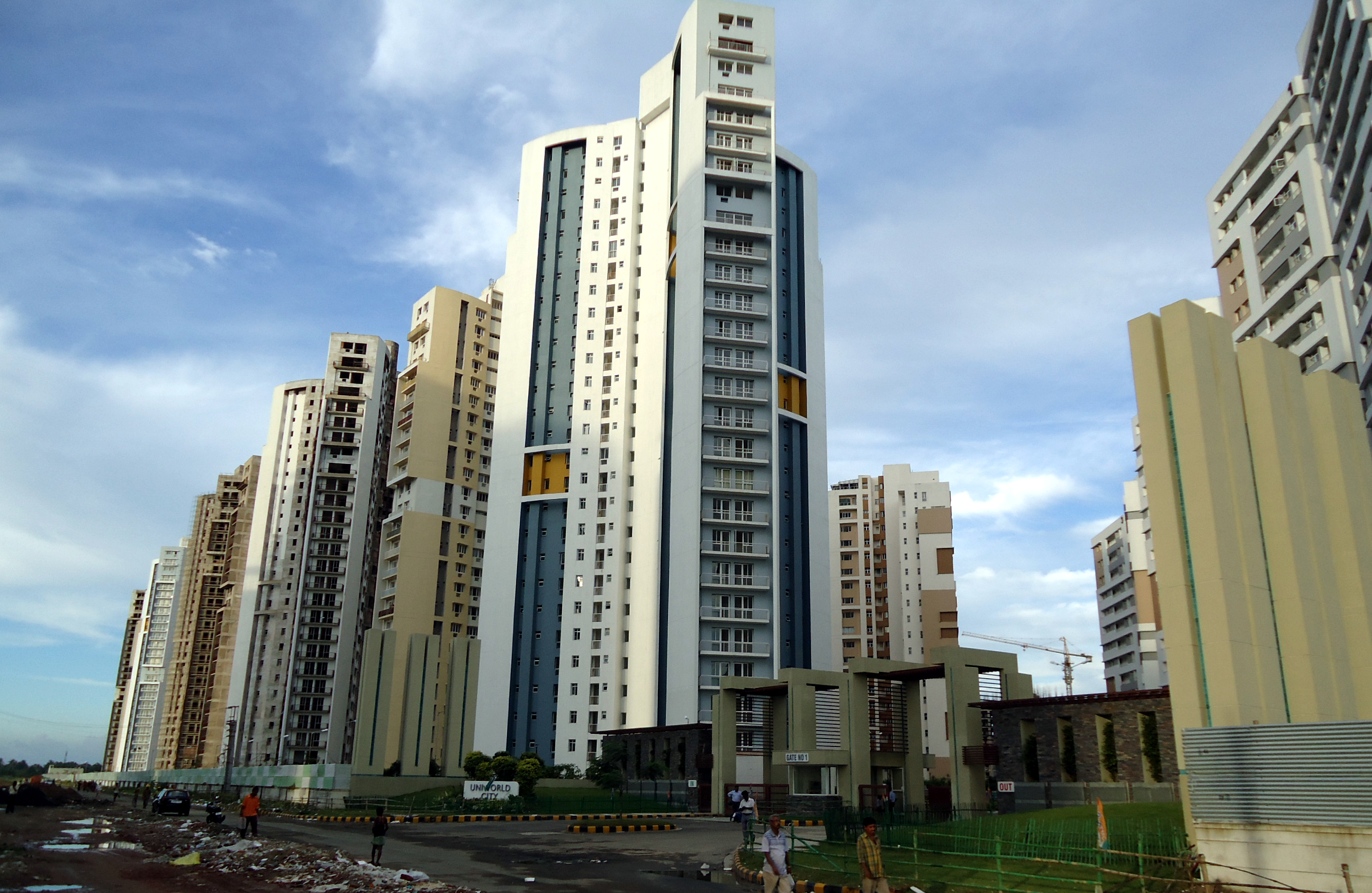
Tours résidentielles à Calcutta

Il y a actuellement 800 gratte-ciel à Calcutta et de nombreux autres sont en construction.

## Culture

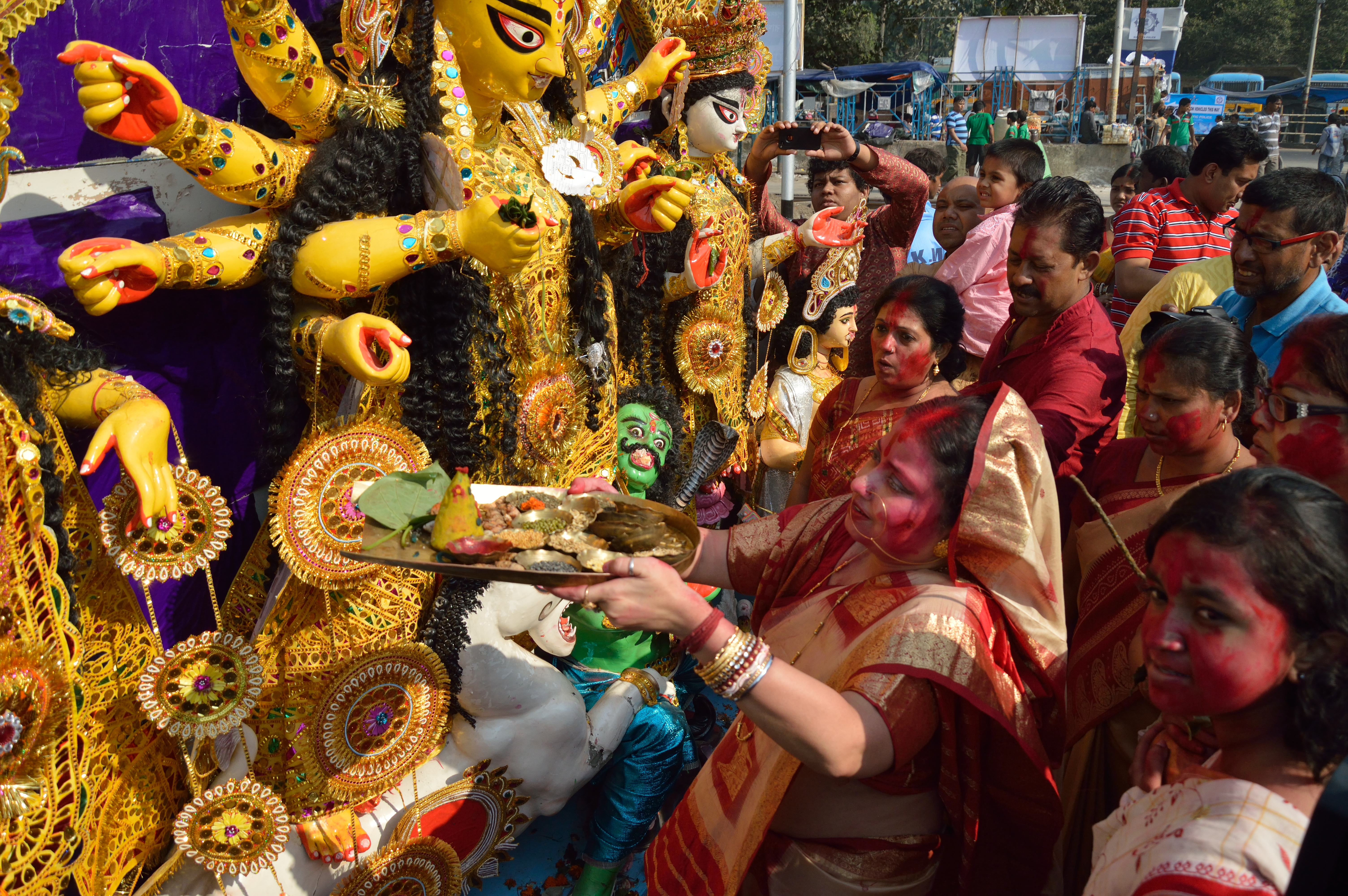
Durgā pūjā.

Calcutta est une importante ville culturelle, les Bengalis jouant traditionnellement le rôle des intellectuels de l'Inde. Entre autres artistes, l'écrivain Rabindranath Tagore est originaire de la ville, où il a passé une grande partie de sa vie.
Le célèbre économiste Amartya Sen, lauréat du prix Nobel d'économie en 1998, est une autre référence importante pour le Bengale et les Bengalis. 
Parmi les écrivains romanciers écrivant en anglais et les plus importants de nos jours, citons Amitav Ghosh, Amit Chaudhuri, Indrajit Hazra, Vikram Seth, Arundhati Roy, Jhumpa Lahiri — issus du Bengale (Arundhati Roy — bengalie du côté de son père). Cependant, certains de ces auteurs vivent aujourd'hui à l'étranger.
De même, parmi les musiciens figure notamment Claude Loyola Allgén, compositeur suédois, natif de la ville.
Pour le cinéma elle est également la ville d'origine de Satyajit Ray, et a vu le développement du Cinéma parallèle, un mouvement cinématographique alternatif aux productions commerciales indiennes, se voulant plus réaliste et intellectuel.

## Éducation
Calcutta abrite douze universités. Parmi elles, l'université de Calcutta qui fut fondée en 1857. L'université de Jadavpur est connue pour sa formation solide en sciences de l'ingénieur. Calcutta Medical College est une université de médecine extrêmement réputée.
Les facultés universitaires Saint-Xavier (St Xavier's College), fondées quelques années après l'université de Calcutta, à laquelle elles sont affiliées, ont formé les physiciens Satyendranath Bose et Jagadish Chandra Bose. Sont également sortis de cette université le statisticien Prasanta Chandra Mahalanobis et le mathématicien Raj Chandra Bose.
La ville abrite également le musée industriel et technologique Birla, premier musée scientifique d'Inde.

## Patrimoine
- Le musée national indien sur Chowringhee Road, construit en 1878 est le plus ancien et complet du pays.
- Le temple de Kali à Dakshineshwar, où Râmakrishna fut prêtre (Pujari) de service.
- Le temple de Kali, à Kalighat, dans les faubourgs sud de la ville, date de 1809.
- Le fort William entre le fleuve Hooghly et le grand espace vert appelé Maïdan.
- Le Victoria Memorial, mausolée en marbre blanc construit à la gloire de l'impératrice des Indes, la reine Victoria, est aujourd'hui un musée de peintures et de documents historiques. Il fut construit de 1906 à 1921.
- Le Bureau central des postes [GPO], construit en 1868 est un bâtiment néoclassique typique du Raj britannique.
- La cathédrale Saint-Paul (1840-1847).
- L'église Saint-Étienne, construite en 1844.
- L'église Mémorial-Osmond construite en 1868.
- L'église Saint-Jean, et son parc, aux nombreux souvenirs du British Raj.
- L'église Notre-Dame-des-Douleurs, construite en 1809 pour la communauté goanaise.
- Le jardin botanique sur la rive droite du Hooghly. On peut y voir l'un des deux plus grands banians au monde.
- L'hippodrome, construit en 1819, fut le premier centre équestre de l'Inde britannique.
- Le cimetière de Park Street, aujourd'hui parc public.
- Le Metcalfe Hall, bâtiment de style grec antique, ancienne bibliothèque nationale.
- La mosquée de Nakhoda, principale mosquée de la ville, construite en 1926.
- Les synagogues Beth-El et Maghen David, toutes deux du XIXe siècle.
- Le College Street Coffee-House : situé sur College Street, au nord de la ville, dans un quartier chargé d'histoire estudiantine, cet établissement est un lieu de mémoire. Cette ruche de la vie des idées dans la ville, entourée de prestigieuses institutions telles que Presidency College, Scottish Church College, Bethune College, Collège médical de Calcutta, Indian Institute of Social Welfare and Business Management[14], Hare School, Hindu School, Scottish Church School, Bethune School, ou encore l'Holy Child School and the University of Calcutta attire l'intelligensia de la ville depuis des décennies. Quarante ans après qu'Allen Ginsberg est venu apporter le message de la Beat Generation en 1962[15], les habitués viennent toujours y parler politique, poésie, littérature, entre membres du mouvement des little magazines (petits journaux littéraires), éditeurs, écrivains, célèbres universitaires et jeunes couples amoureux. Autour, le quartier est célèbre pour ses innombrables échoppes à livres, serait le plus grand marché de livres d'occasion du monde.
- La revue théâtrale Oh! Calcutta! créée à Broadway en 1969 n'a aucun rapport avec la ville indienne. Son titre est uniquement fondé sur un jeu de mots en français (bien que le spectacle original soit anglophone).
- La chanson interprétée par Fernandel C'est comme çà à Calcutta incluse dans son film Les Cinq sous de Lavarède.

## Personnalités notables
- Safiuddin Ahmed, peintre et graveur bangladais y est né.
- Jasmeen Patheja, artiste et militante des droits humains en Inde y est née.
- Toru Dutt, femme de lettres indienne, y est née, y a vécu l'essentiel de sa vie et y est décédée.
- Mère Teresa, religieuse catholique albanaise naturalisée indienne.
- Roshan Ara Begum, chanteuse de musique classique gharana Kirana, y est née

## Galerie

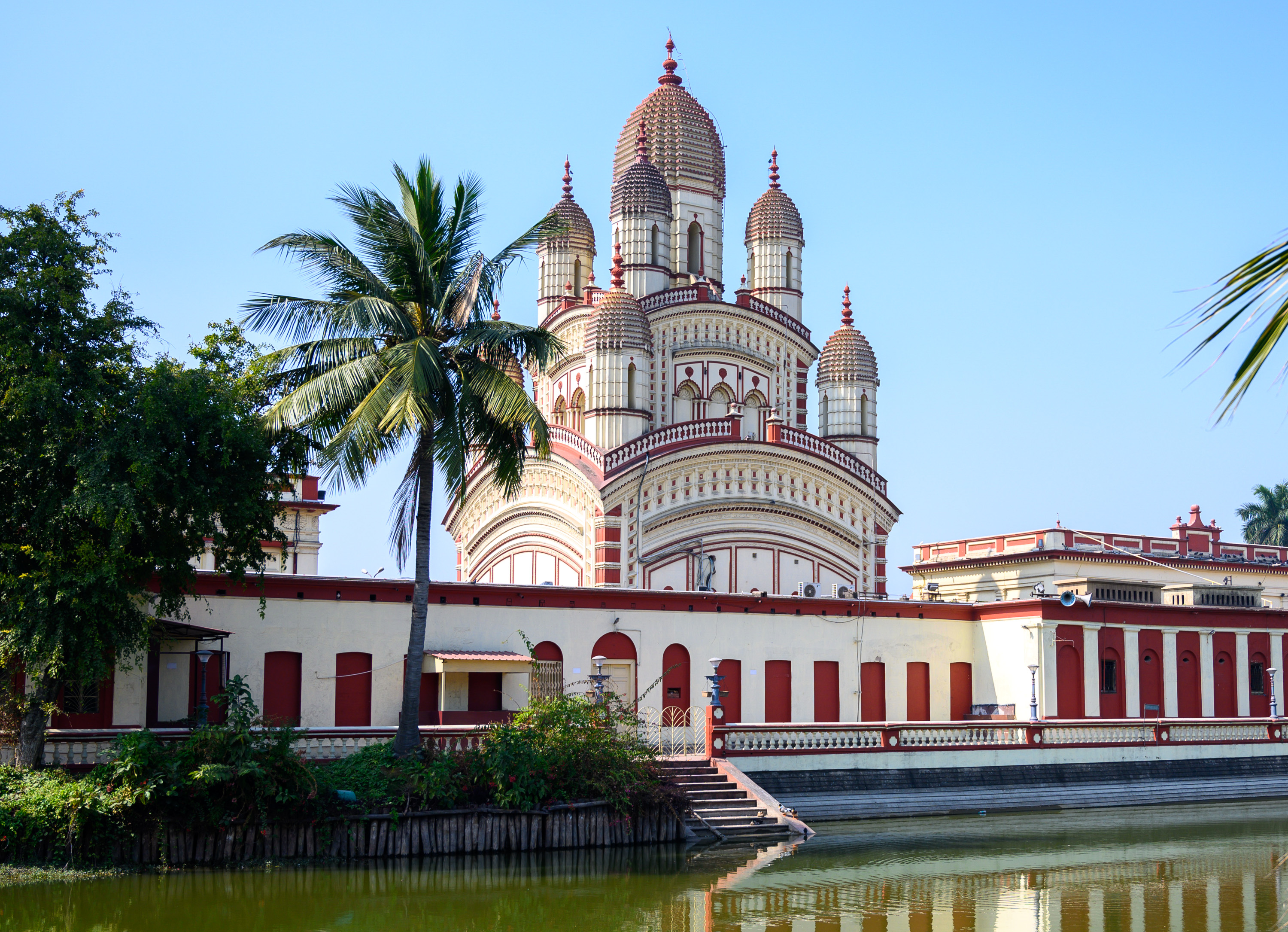
Le temple de Dakshineswar, dédié à la déesse Kali, dont le nom aurait baptisé la ville. Il est associé à Ramakrishna et Sarada Devi.
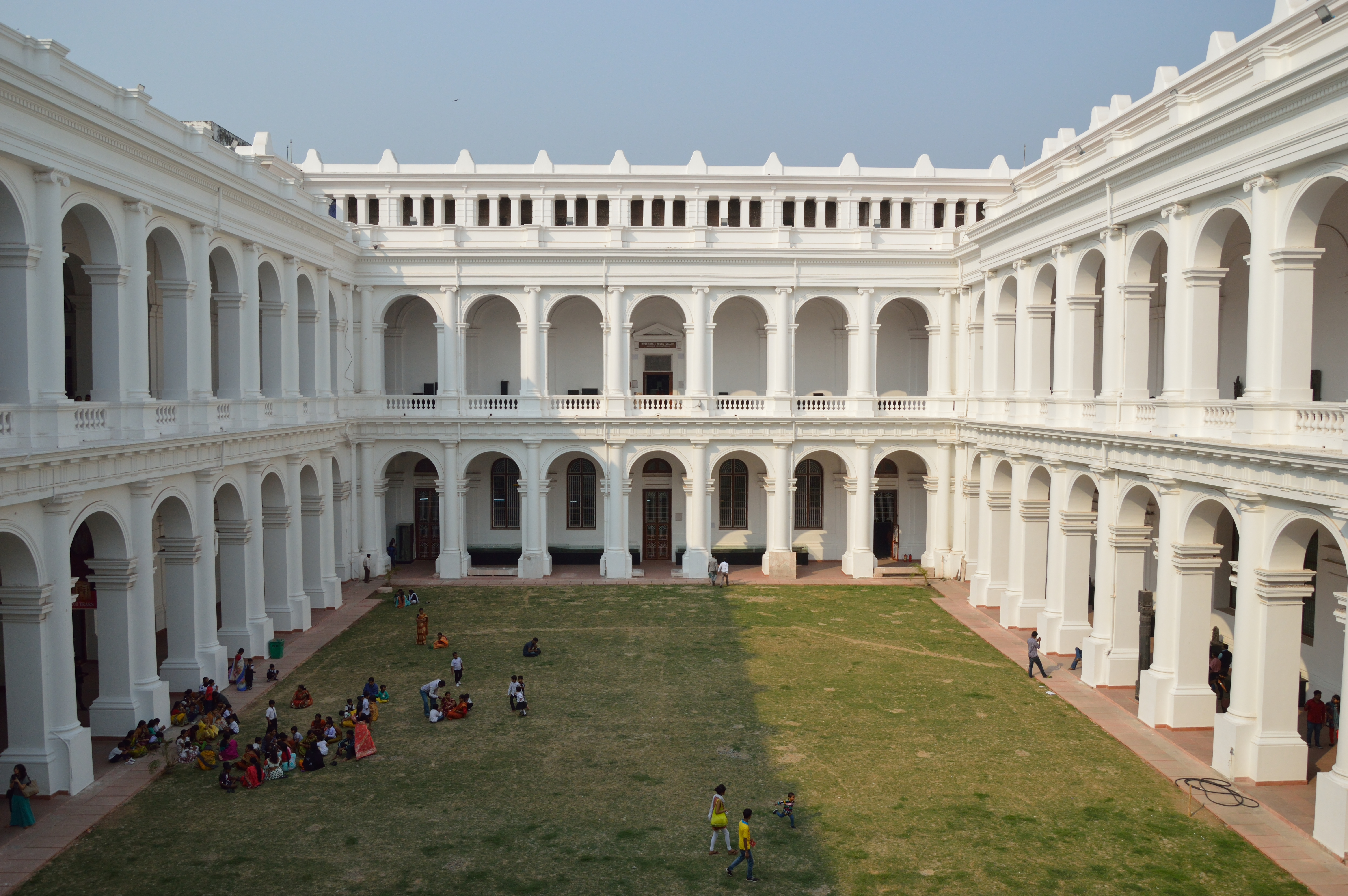
Le Indian Museum, le plus grand musée d'Inde. Abritant une des plus vastes collections en Asie, il en est aussi le premier musée moderne.
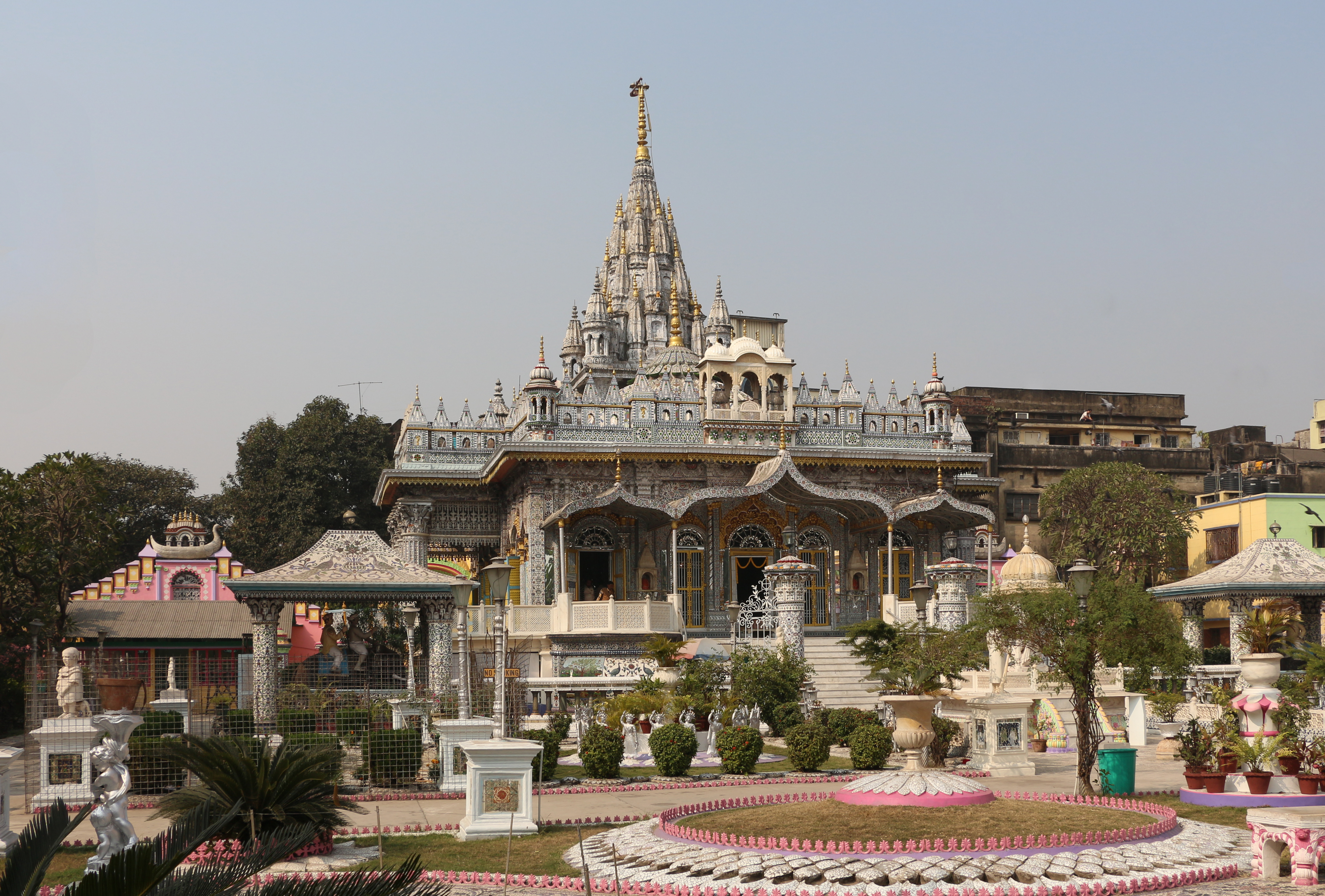
Temple jaïn de Badridas, connu aussi comme le Calcutta Jain Temple, dans le quartier de Maniktala. Construit en 1867, il est dédié à Sheetalnathji.
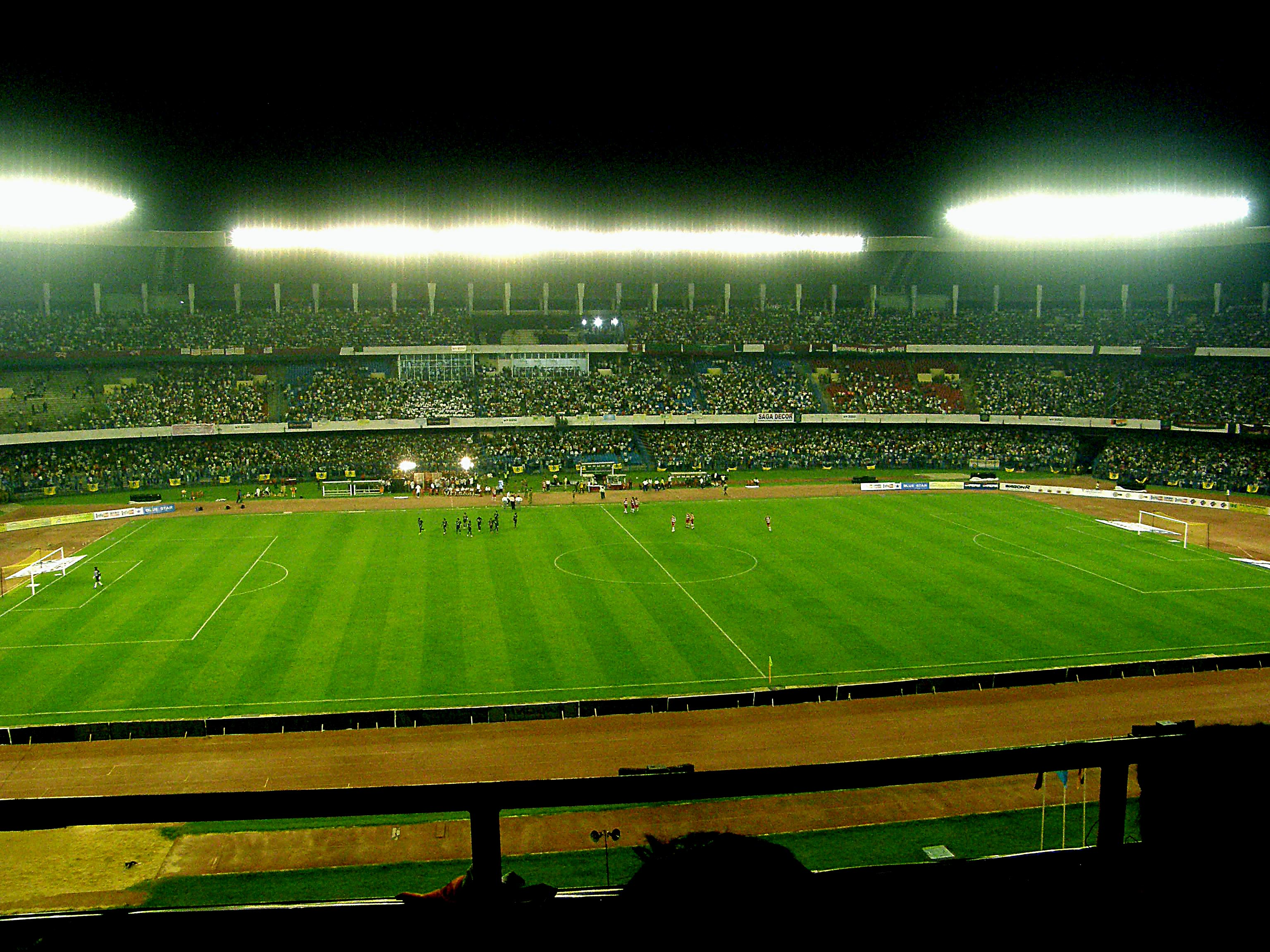
Le Salt Lake Stadium lors du match de foot entre les clubs Mohun Bagan et Bayern Munich, le 27 mai 2008.
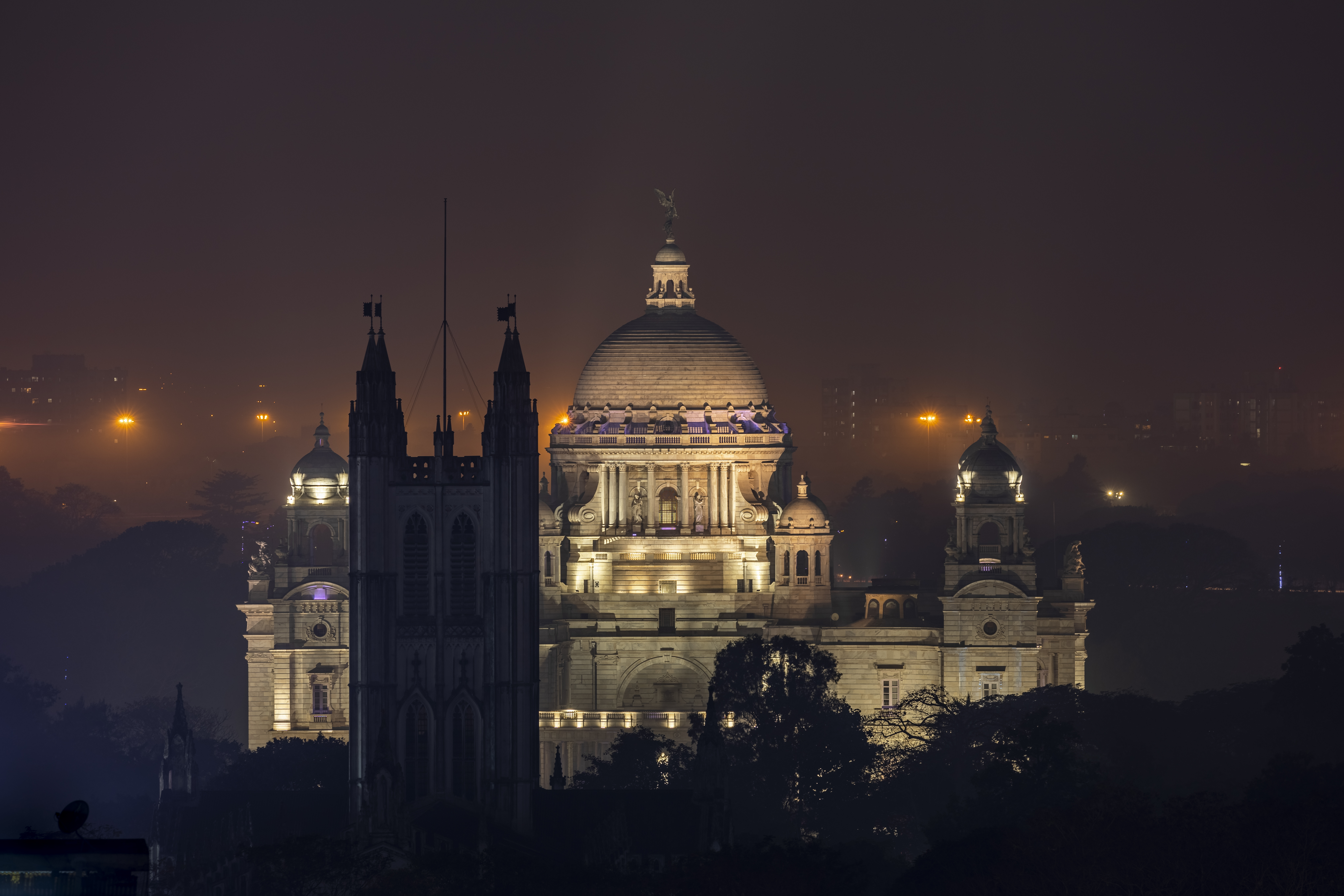
Clocher de la cathédrale anglicane Saint-Paul et en arrière-plan le Victoria Memorial. Lors d'une nuit brumeuse d'hiver.
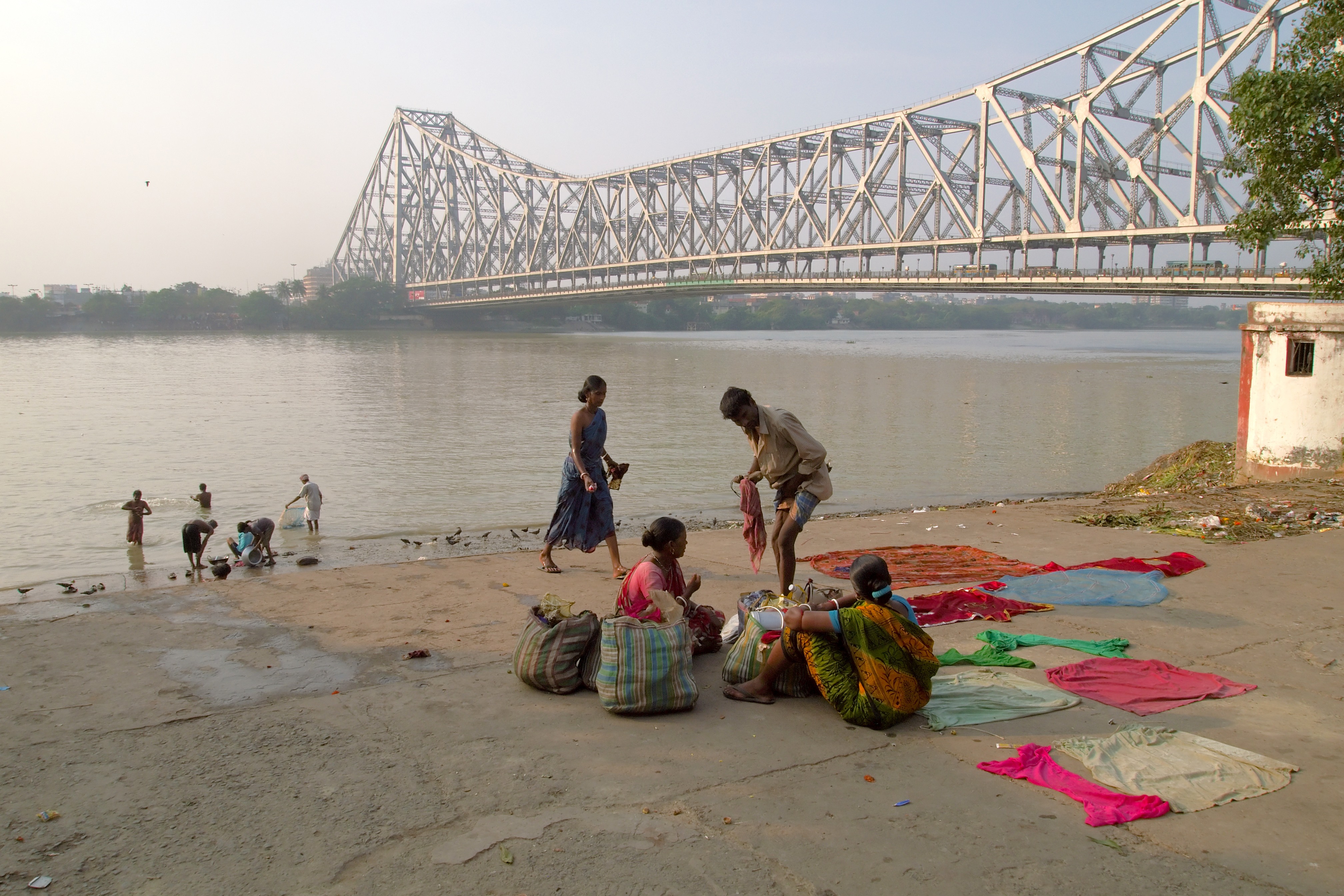
Pont de Howrah sur la Hooghly.
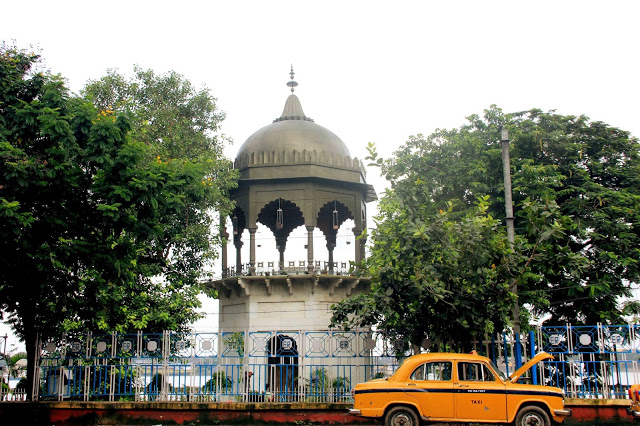
Le monument de Gwalior. Construit à la mémoire de soldats morts durant un conflit colonial.
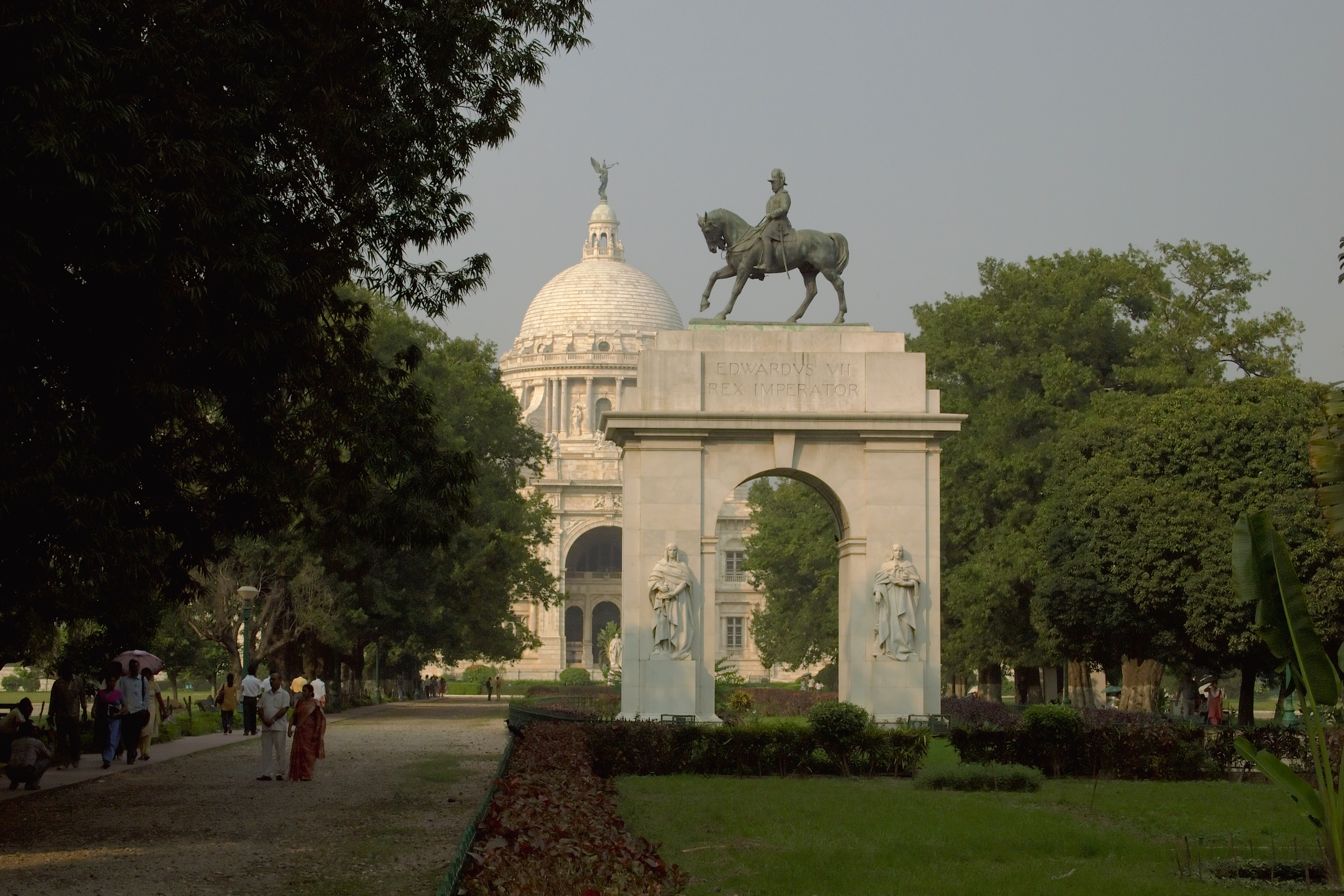
L'arc du mémorial du roi Édouard VII, dans le parc du Victoria Memorial.
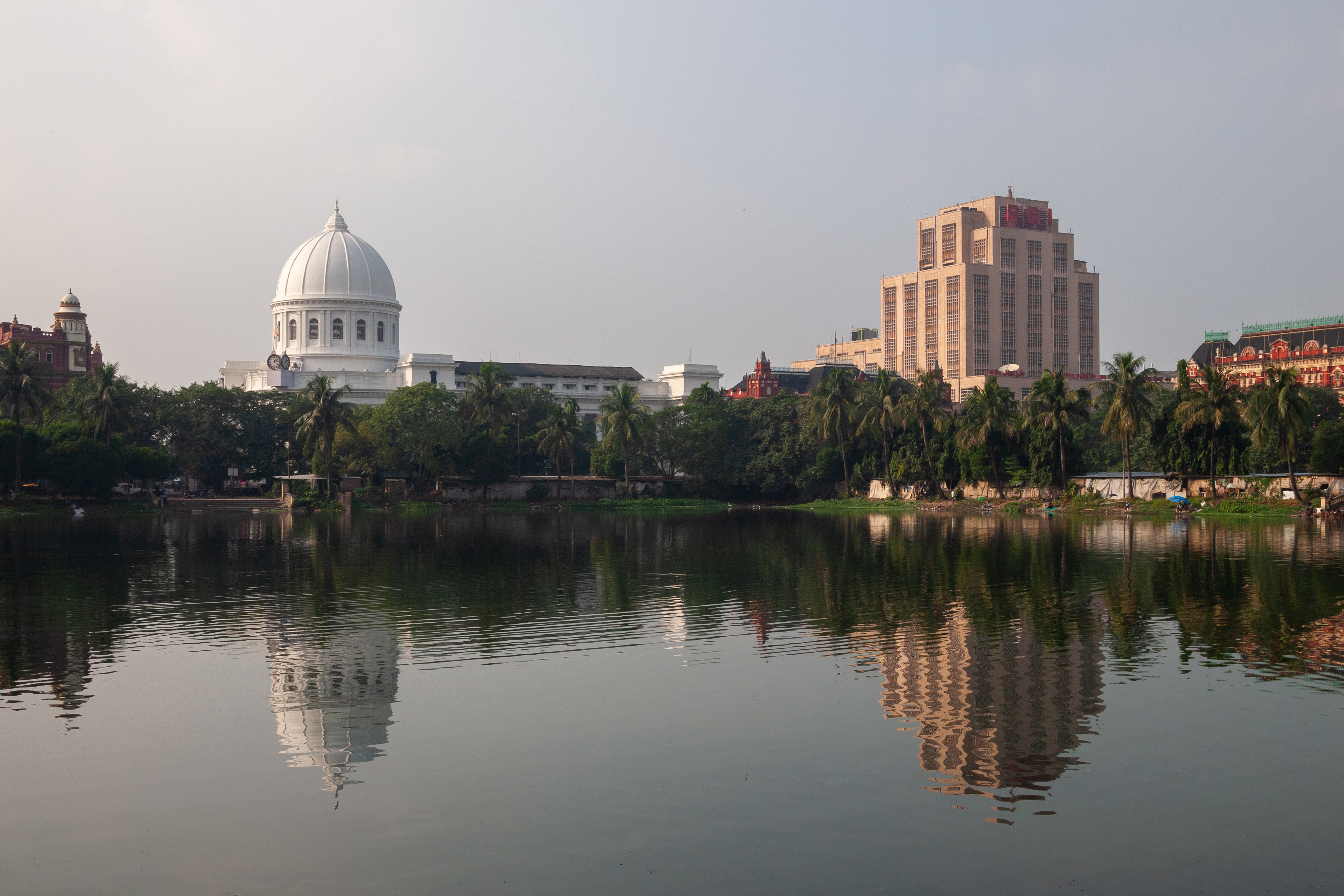
Le bassin de Lal Dighi, entouré de la Poste centrale de Calcutta et de la succursale régionale de la Banque de réserve de l'Inde.
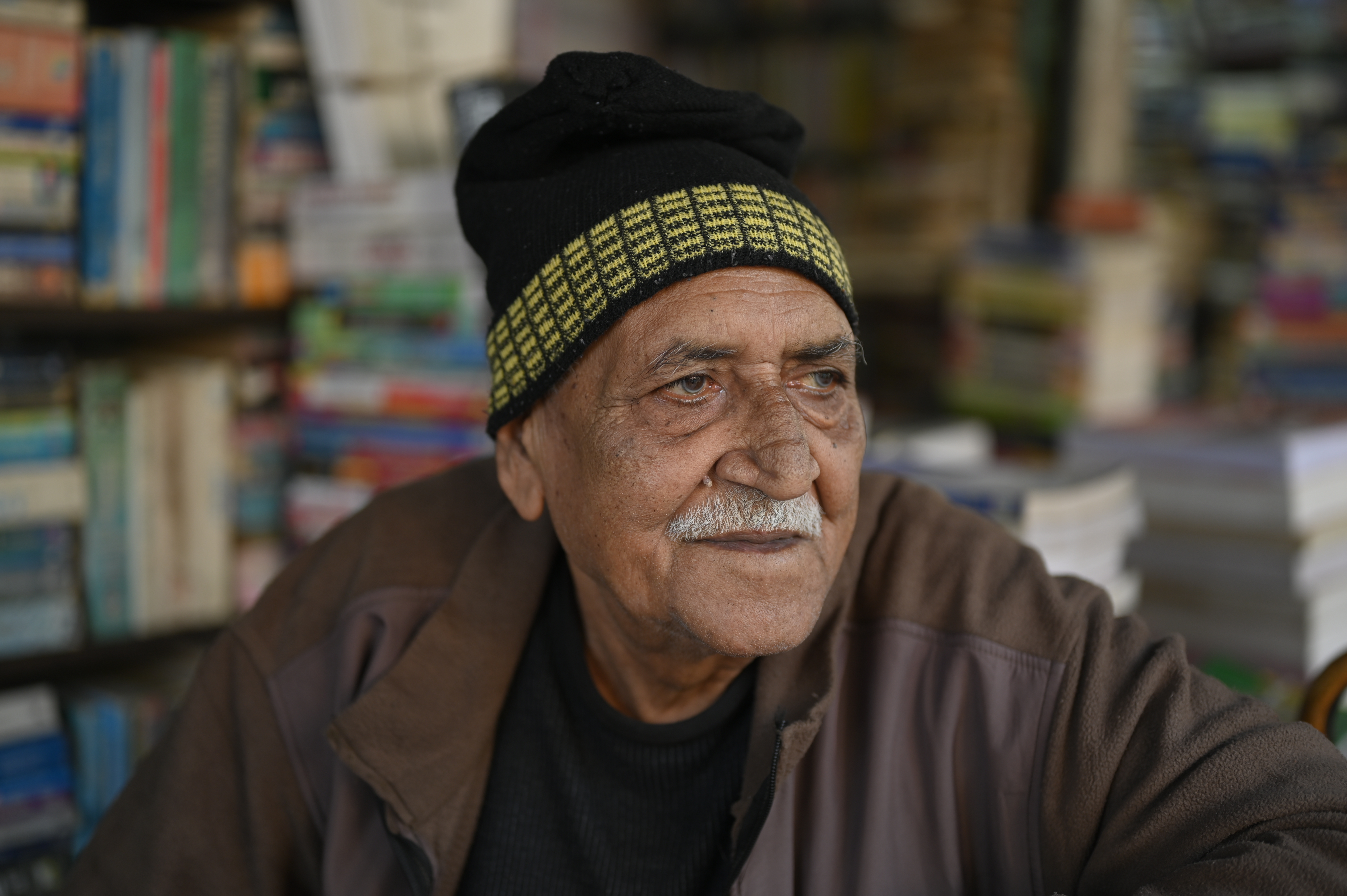
Un libraire au travail dans le quartier de Golpark à Calcutta. Décembre 2021. La ville abrite le plus grand marché aux livres d'Asie.
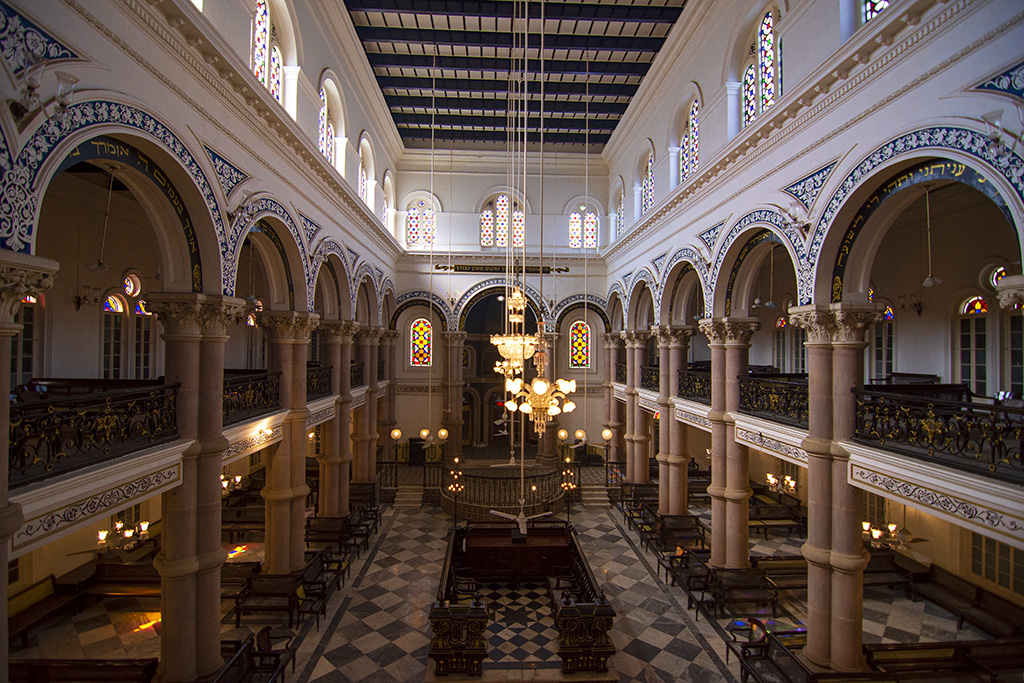
La synagogue Magen David, lieu de culte de la communauté irakienne juive ou Baghdadi.
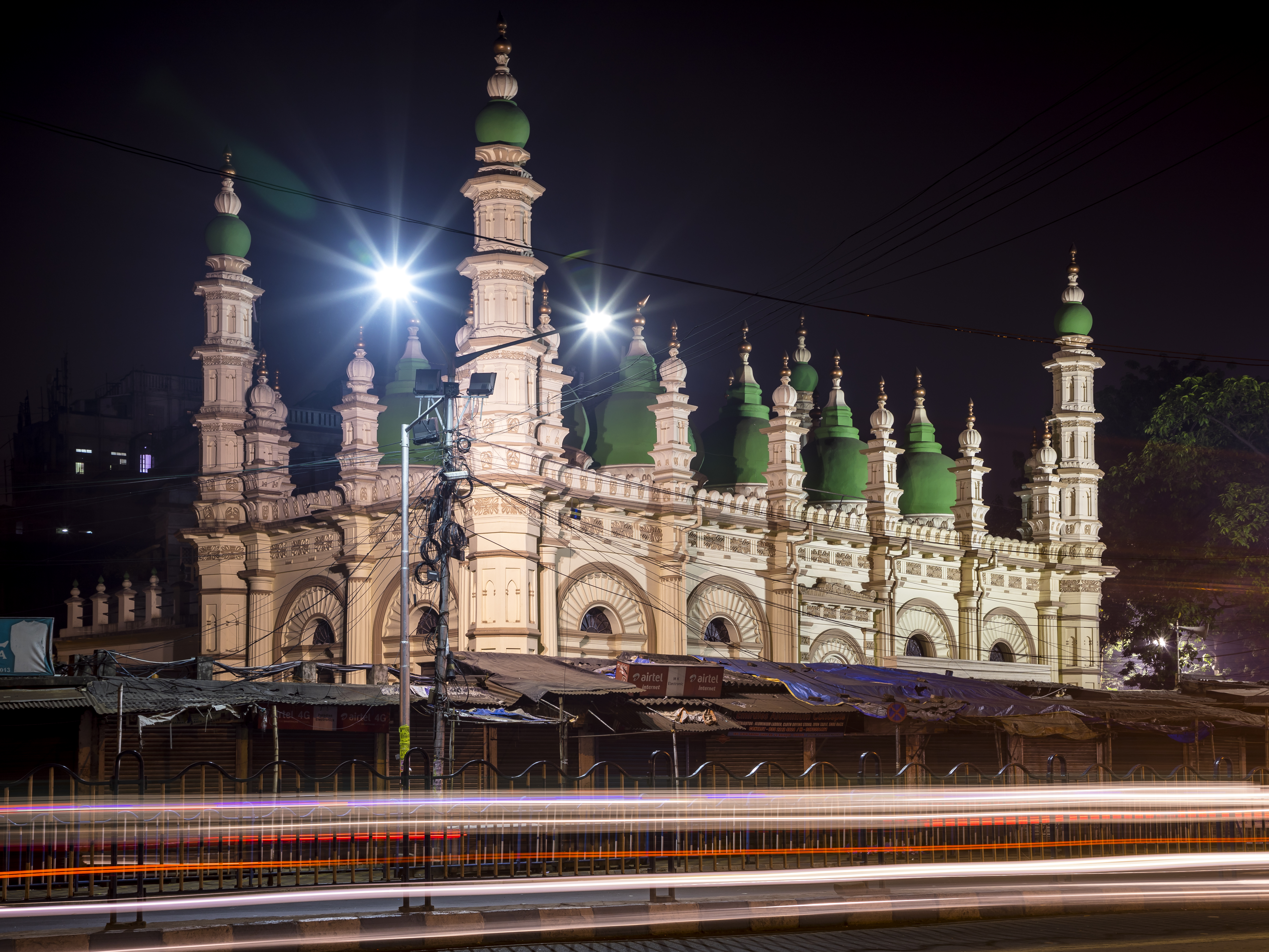
La Mosquée du Sultan Tipû à Dharmatala. Elle fut édifiée par ses descendants, exilés à Calcutta.
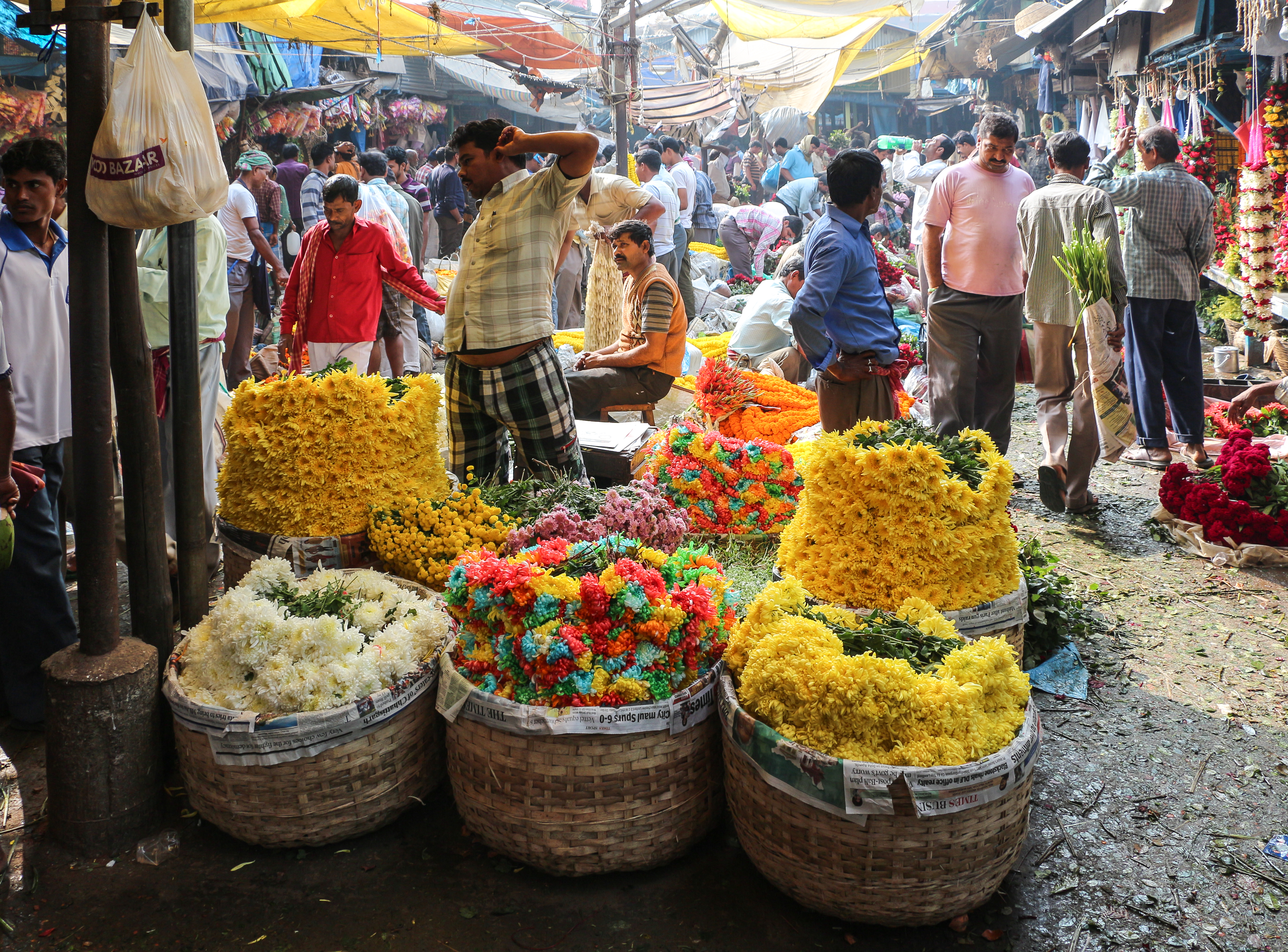
Marché aux fleurs du Ghat Mallick, un des plus grands d'Asie.
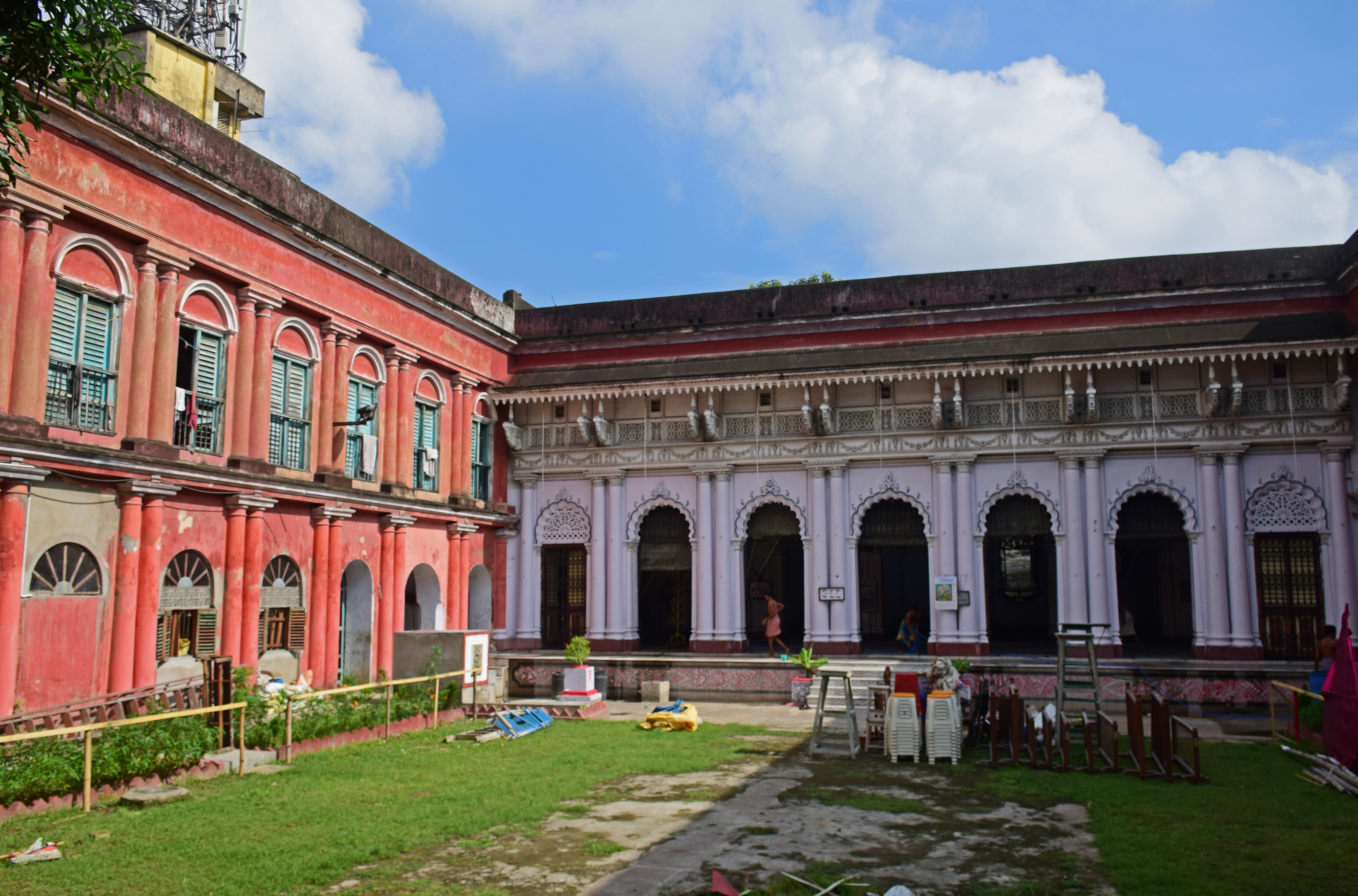
Patio du Rajbari de Shobabazar, un des nombreux palais des anciens quartiers bourgeois du nord de la ville.
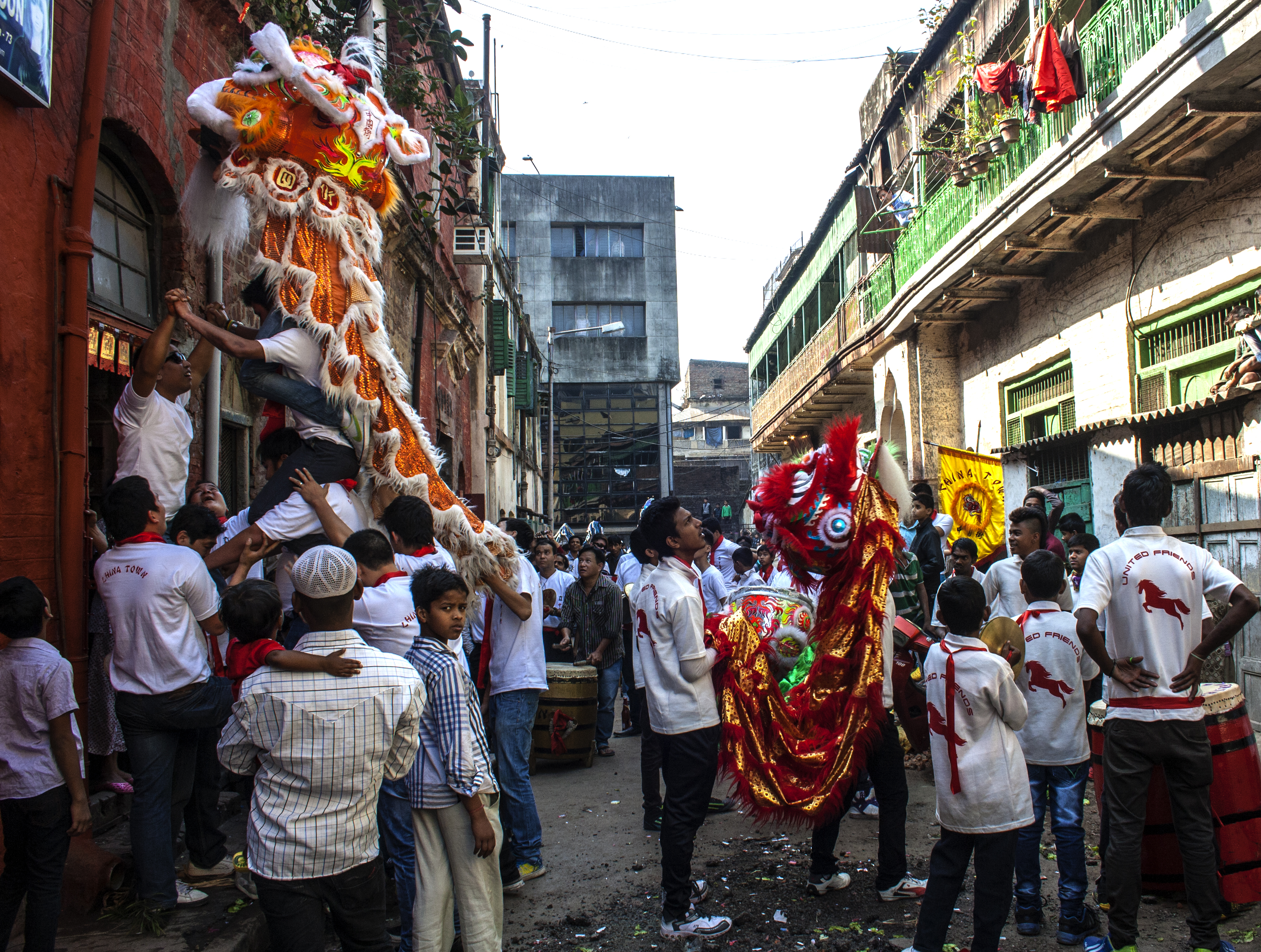
Défilé des dragons à l'occasion du nouvel an chinois à Tiretta Bazaar, le seul « Chinatown » du sous-continent indien.
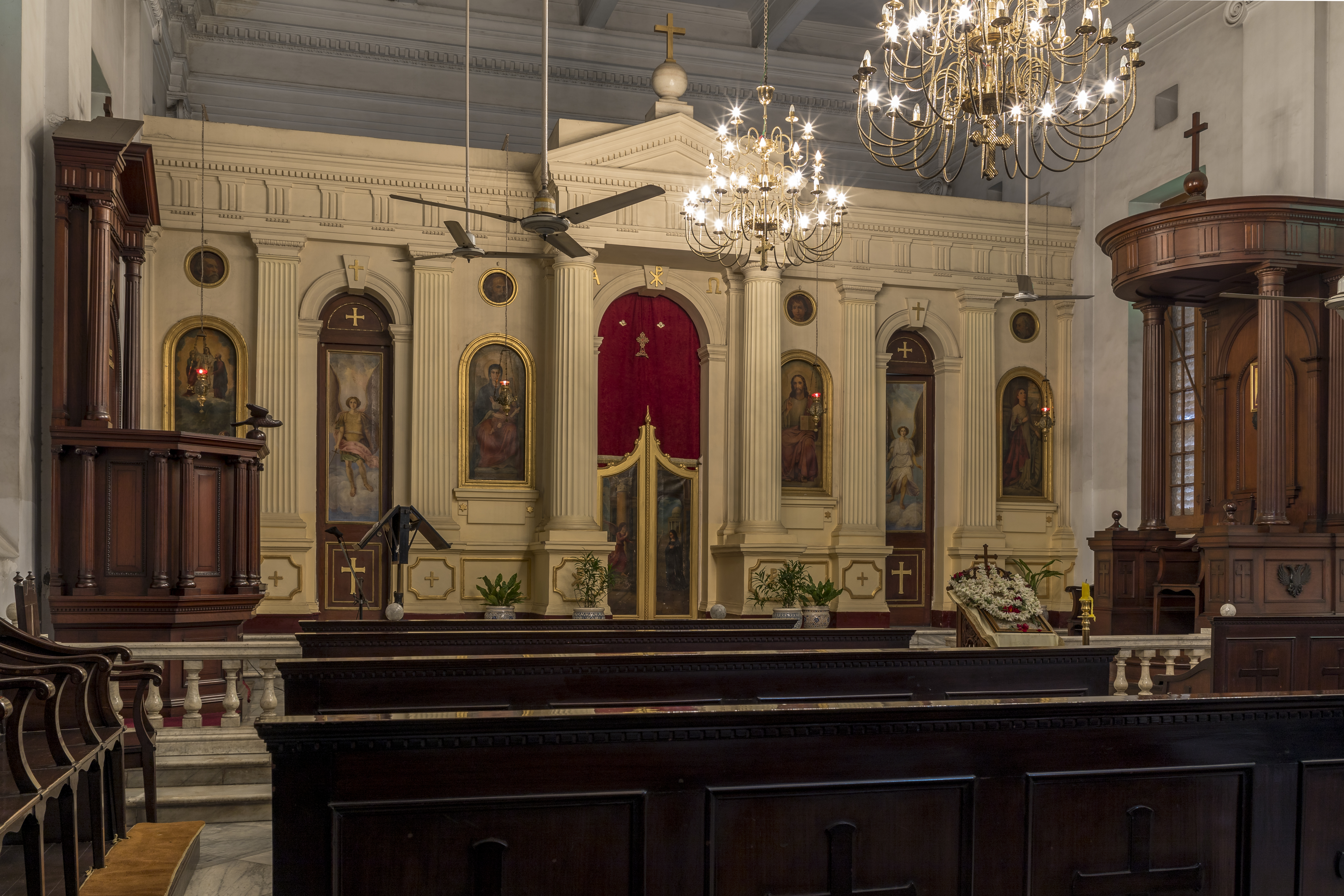
Autel de l'Église de la Transfiguration, lieu de culte de la communauté grecque orthodoxe de la ville.
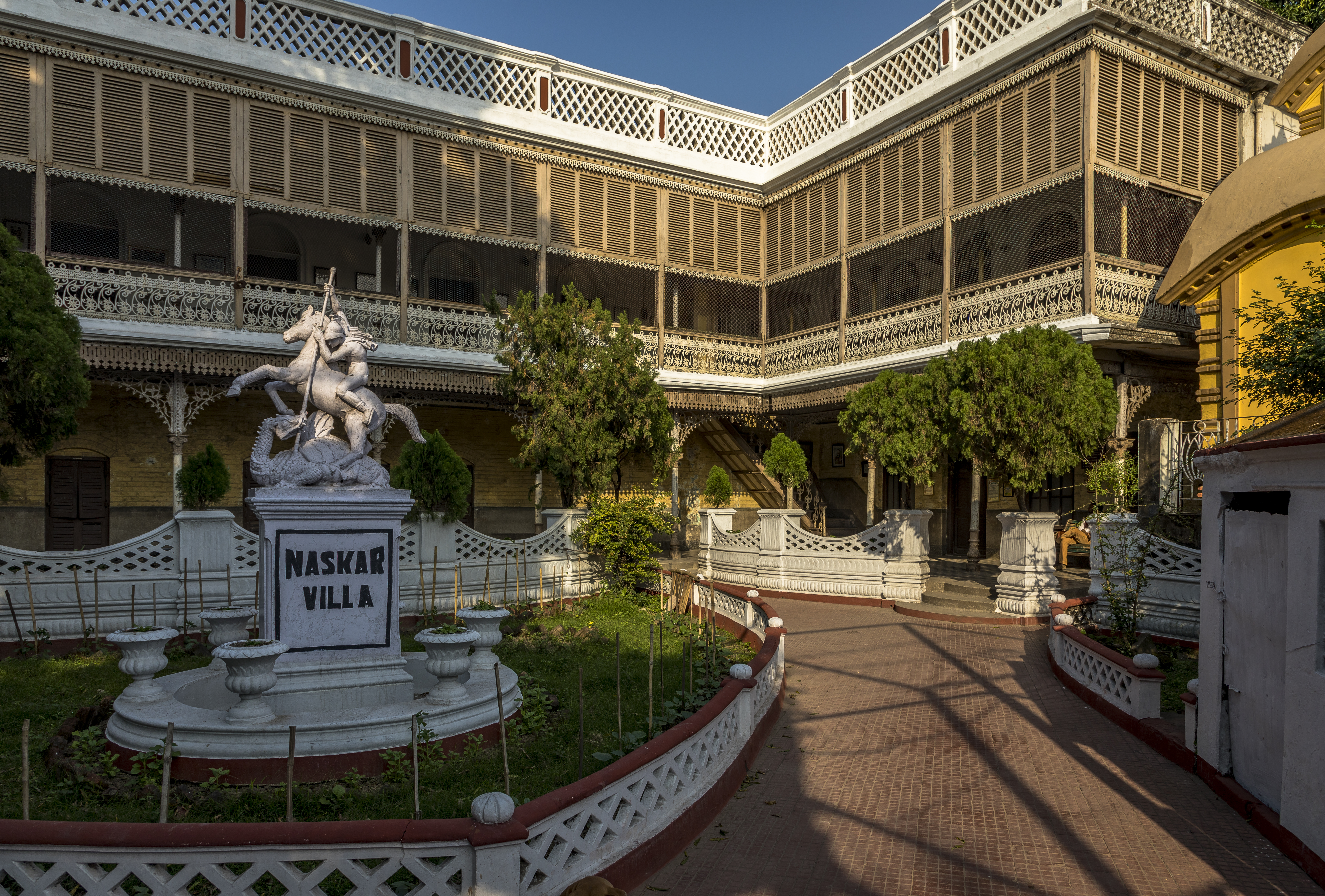
La Villa Naskar, une des grandes demeures bourgeoises de la ville.
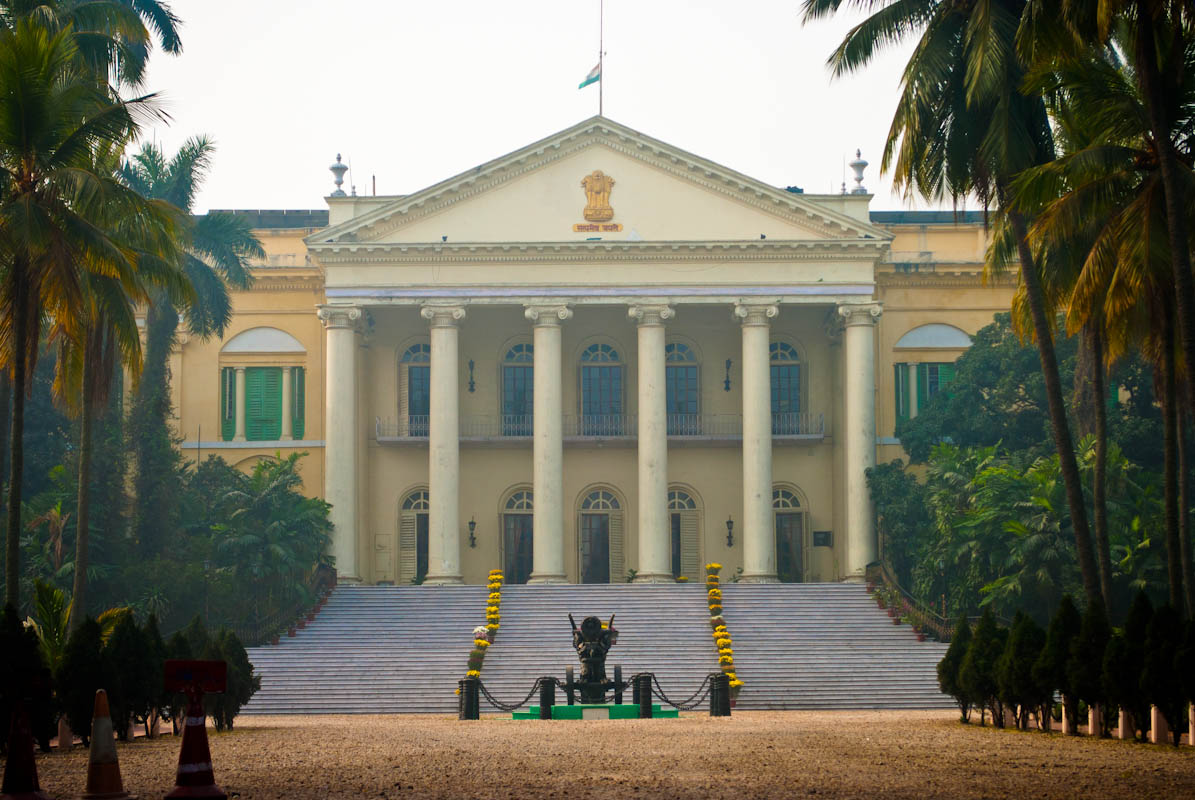
Le Raj Bhavan de Calcutta, Palais historique du Vice-Roi des Indes britanniques, avant le déplacement de la capitale à Delhi.
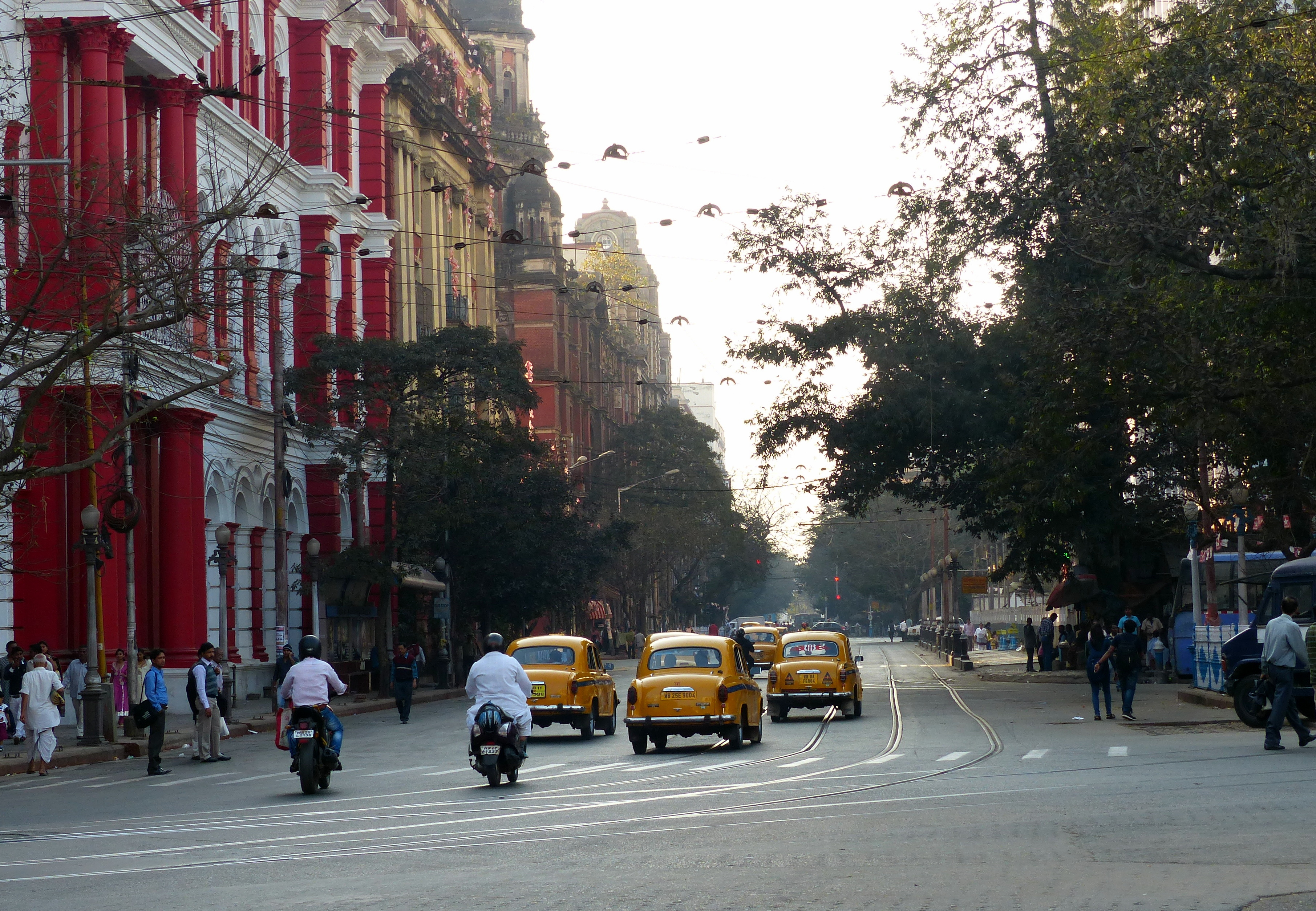
Une rue dans le centre-ville de Calcutta, traversée par les voies du tramway.